# Sole
Il Sole (dal latino Sol) è la stella madre del sistema solare, attorno alla quale orbitano gli otto pianeti principali (tra cui la Terra), i pianeti nani, i loro satelliti, innumerevoli altri corpi minori e la polvere diffusa per lo spazio, che forma il mezzo interplanetario. La massa del Sole, che ammonta a circa 2,00502×1030 kg, rappresenta da sola il 99,86% della massa complessiva del sistema solare.
Il Sole è una stella di dimensioni medio-piccole costituita principalmente da idrogeno (circa il 74% della sua massa, il 92,1% del suo volume) ed elio (circa il 24-25% della massa, il 7,8% del volume), cui si aggiungono altri elementi più pesanti presenti in tracce.
È classificato come una "nana gialla" di tipo spettrale G2 V: "G2" indica che la stella ha una temperatura superficiale di 5 777 K (5 504 °C), caratteristica che le conferisce un colore bianco estremamente intenso e cromaticamente freddo che però spesso può apparire giallognolo a causa della diffusione luminosa nell'atmosfera terrestre, in ragione dell'elevazione dell'astro sull'orizzonte e nondimeno della limpidezza atmosferica. La V (5 in numeri romani) indica che il Sole, come la maggior parte delle stelle, è nella sequenza principale, ovvero in una lunga fase di equilibrio stabile in cui l'astro fonde, nel proprio nucleo, l'idrogeno in elio.
Tale processo genera ogni secondo una grande quantità di energia (equivalente a una potenza di 3,9×1026 W), emessa nello spazio sotto forma di radiazioni elettromagnetiche (radiazioni solari), flusso di particelle (vento solare) e neutrini. La radiazione solare, emessa fondamentalmente come luce visibile ed infrarossi, consente la vita sulla Terra fornendo l'energia necessaria ad attivare i principali meccanismi che ne stanno alla base; inoltre l'insolazione della superficie terrestre regola il clima e la maggior parte dei fenomeni meteorologici.
Collocato all'interno del Braccio di Orione, un braccio secondario della spirale galattica, il Sole orbita attorno al centro della Via Lattea ad una distanza media di circa 26000 al e completa la propria rivoluzione in 225-250 milioni di anni. Tra le stelle più vicine, poste entro un raggio di 17 anni luce, il Sole è la quinta più luminosa in termini intrinseci: la sua magnitudine assoluta, infatti, è pari a +4,83. Se fosse possibile osservare la nostra stella da α Centauri, il sistema stellare più vicino, essa apparirebbe nella costellazione di Cassiopea con una magnitudine apparente di 0,5.
Il simbolo del Sole consiste di una circonferenza con un punto al centro (Unicode: U+2609 = ; entità nei linguaggi HTML, XML e derivati: &#x2609; = ☉).

## Osservazione

Raffronto tra le dimensioni apparenti del Sole viste dai pianeti del sistema solare; dalla Terra, il diametro angolare apparente misura, in media, 32' 03".

Il Sole è l'unica stella la cui forma possa essere apprezzata semplicemente alla vista, grazie al suo diametro angolare apparente medio di 32' 03" d'arco, che varia però a seconda del punto in cui la Terra si trova nel corso della sua orbita: raggiunge infatti il valore massimo (32' 35") quando il nostro pianeta si trova al perielio, mentre il valore minimo (31' 31") all'afelio. Simili dimensioni apparenti consentono, previo l'utilizzo di particolare strumentazione ed adeguate protezioni, di osservare i dettagli della superficie della nostra stella allo scopo di rivelare e studiare i fenomeni che la caratterizzano.
A occhio nudo è possibile distinguere il disco solare al tramonto o in presenza di nebbia e nubi, quando l'intensità luminosa è sensibilmente minore. Tali osservazioni permettono, seppure in rare circostanze, di osservare delle macchie solari particolarmente estese. Utilizzando poi un modesto telescopio, dotato di un adeguato filtro o utilizzato in modo da proiettare l'immagine della stella su uno schermo bianco, è possibile osservare agevolmente le macchie solari e i brillamenti. Tuttavia, a causa dei rischi a cui è soggetta la retina dell'occhio, l'osservazione del Sole senza le giuste protezioni è dannosa alla vista: infatti, la forte radiazione può provocare la morte di parte delle cellule della retina, deputate alla visione, oppure la degenerazione di alcune strutture oculari, come il cristallino.

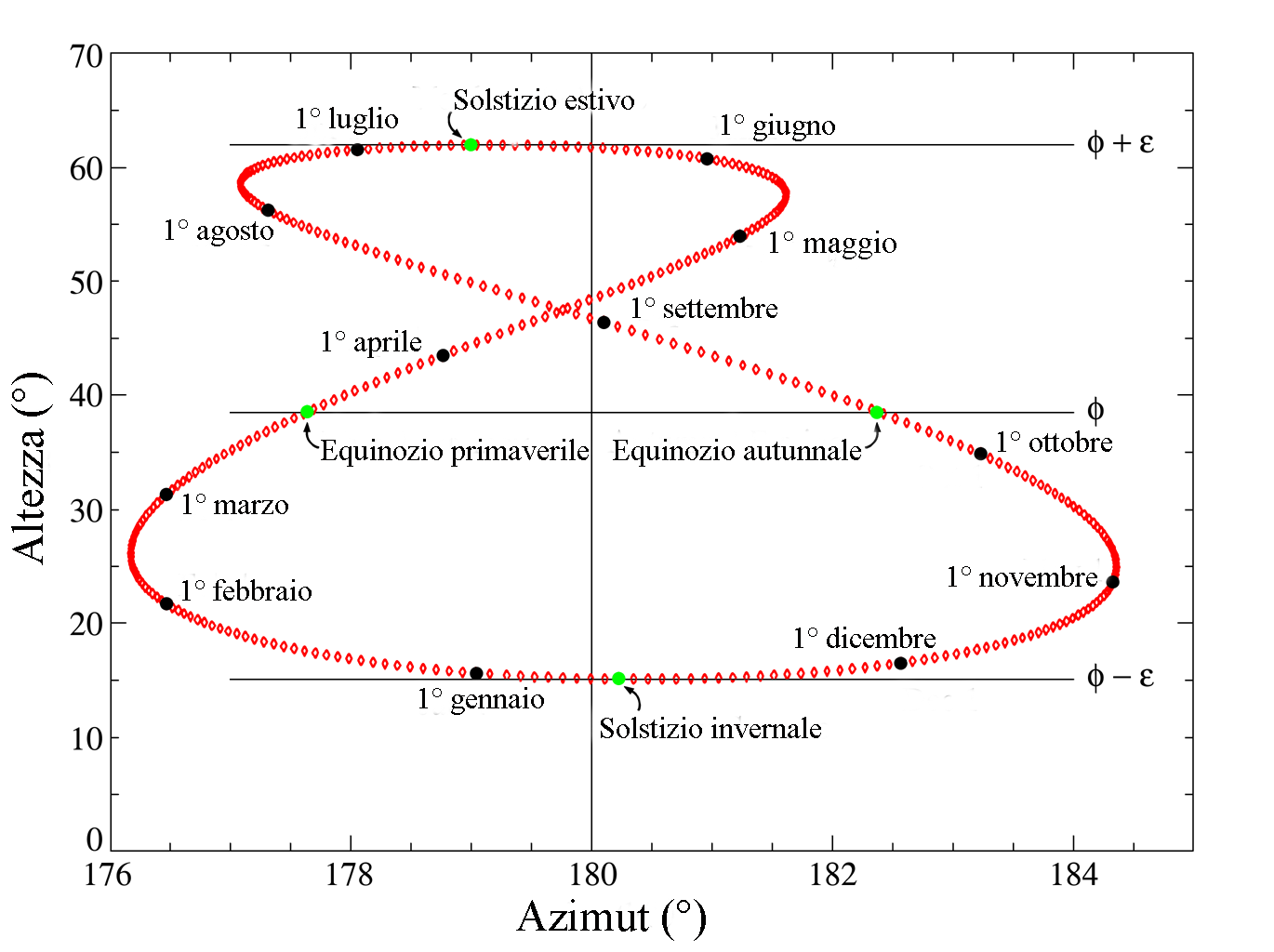
Analemma solare.

La combinazione delle dimensioni e della distanza dalla Terra del Sole e della Luna è tale che i due astri si presentano nel cielo pressappoco con il medesimo diametro apparente; tale situazione è all'origine di periodiche occultazioni della stella da parte del nostro unico satellite naturale, che prendono il nome di eclissi solari; le eclissi totali, in particolare, consentono di visualizzare la corona solare e le protuberanze.
Un'altra osservazione riguarda il suo moto apparente nella volta celeste. Tale moto nell'arco della giornata è sfruttato nella scansione delle ore, con l'aiuto di strumenti preposti come le meridiane.
Inoltre, la stella sembra compiere in un anno un tragitto lungo la fascia zodiacale che varia di giorno in giorno. La traiettoria descritta dal Sole, rilevata determinando la sua posizione alla stessa ora ogni giorno durante l'anno, prende il nome di analemma ed ha una forma somigliante al numero 8, allineato secondo un asse nord-sud. La variazione della declinazione solare annua in senso nord-sud è di circa 47° (per via dell'inclinazione dell'asse terrestre rispetto all'eclittica di 66° 33', causa fondamentale dell'alternarsi delle stagioni); vi è anche una piccola variazione in senso est-ovest causata dalla differente velocità orbitale della Terra, che, nel rispetto delle leggi di Keplero, è massima al perielio e minima all'afelio.

### Storia delle osservazioni

#### Prime conoscenze

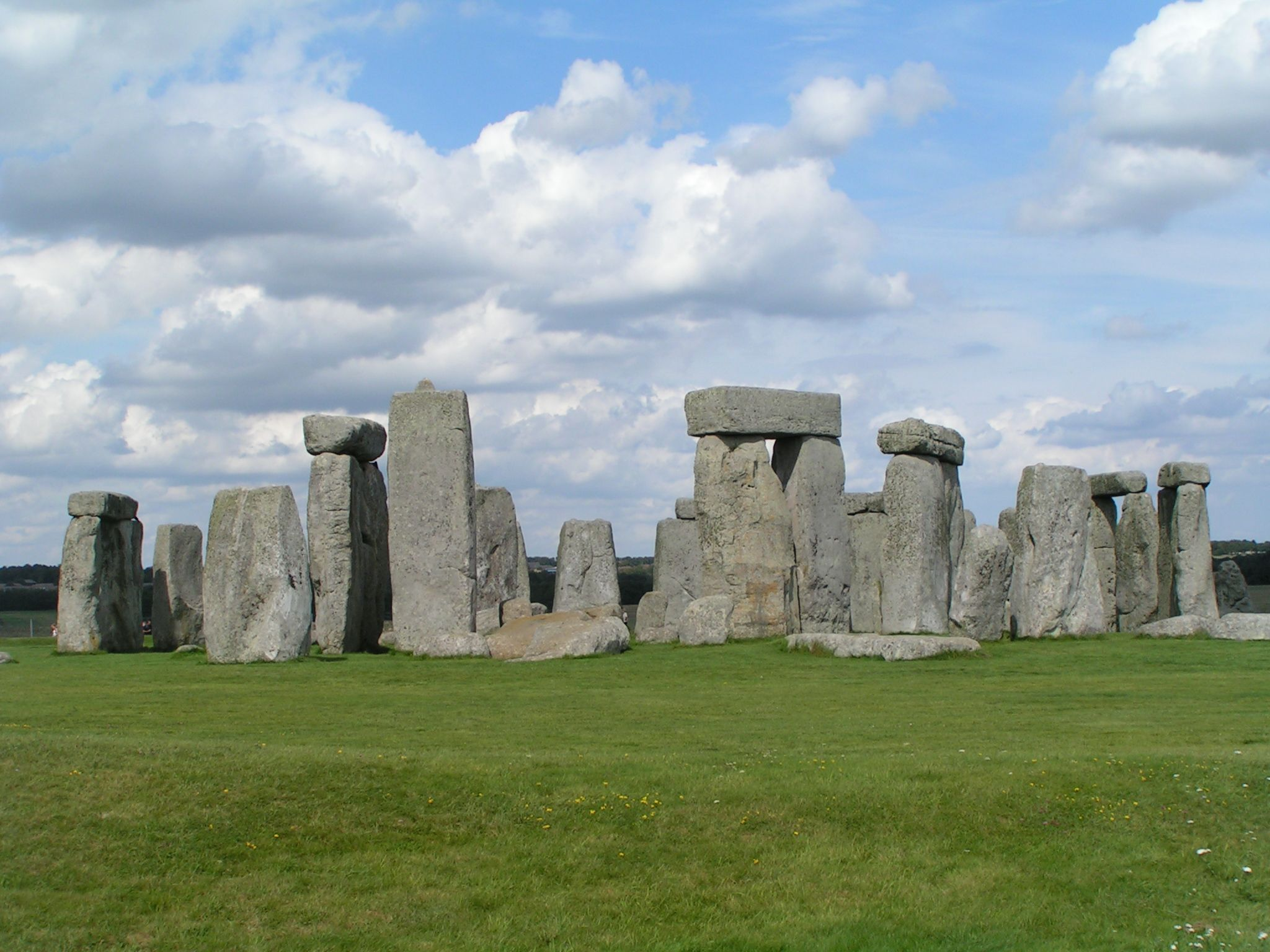
Il complesso megalitico di Stonehenge.

L'uomo, fin dalle sue origini, ha reso oggetto di attenzioni e spesso venerazione molti fenomeni naturali, tra cui il Sole. Le prime conoscenze astronomiche dell'uomo preistorico, che riteneva le stelle dei puntini immutabili "incastonati" nella sfera celeste, consistevano essenzialmente nella previsione dei moti del Sole, della Luna e dei pianeti sullo sfondo delle stelle fisse. Un esempio di questa "protoastronomia" è dato dagli orientamenti dei primi monumenti megalitici, che tenevano conto della posizione del Sole nei vari periodi dell'anno: in particolare i megaliti di Nabta Playa (in Egitto) e Stonehenge (in Inghilterra) erano stati costruiti tenendo conto della posizione dell'astro durante il solstizio d'estate. Molti altri monumenti dell'antichità sono stati costruiti tenendo in considerazione i moti apparenti del Sole: un esempio è il Tempio di Kukulkan (meglio noto come El Castillo) a Chichén Itzá, nel Messico, che è stato progettato per proiettare ombre a forma di serpente durante gli equinozi.
Il moto apparente del Sole sullo sfondo delle stelle fisse e dell'orizzonte fu utilizzato per redigere i primi calendari, impiegati per regolare le pratiche agricole. Rispetto alle stelle fisse, infatti, il Sole sembra compiere una rotazione attorno alla Terra nell'arco di un anno (sul piano dell'eclittica, lungo la fascia zodiacale); per questo la nostra stella, contrariamente a quanto oggi noto, fu considerata dagli antichi astronomi greci come uno dei pianeti che ruotavano attorno alla Terra, la quale era ritenuta al centro dell'Universo; tale concezione prende il nome di "sistema geocentrico" o "sistema aristotelico-tolemaico" (dai nomi del filosofo greco Aristotele, IV secolo a.C., e dell'astronomo alessandrino Claudio Tolomeo, II secolo d.C.).

#### Sviluppo di una conoscenza scientifica moderna

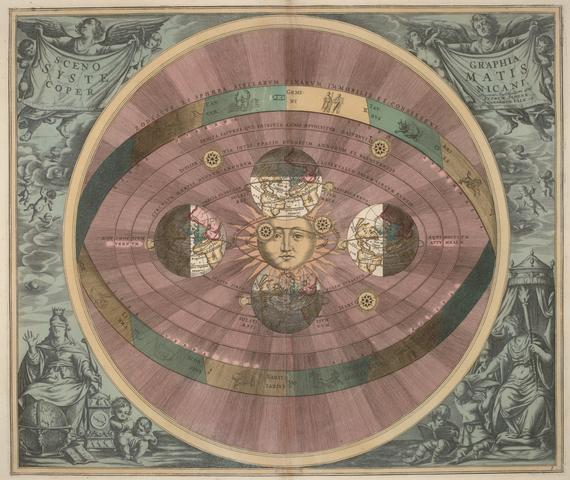
Il cosmo secondo la concezione eliocentrica di Copernico.

Una delle prime "spiegazioni scientifiche" sul Sole venne fornita dal filosofo greco Anassagora. Questi lo immaginava come una grande sfera di metallo infiammato più grande del Peloponneso e riteneva impossibile che potesse esser trascinato dal carro del dio Elio. Per aver insegnato questa dottrina, considerata eretica, venne accusato dalle autorità di empietà, imprigionato e condannato a morte (venne però in seguito rilasciato per intervento di Pericle).
Eratostene di Cirene, probabilmente, fu il primo a calcolare accuratamente la distanza della Terra dal Sole, nel III secolo a.C.; secondo quanto tramandatoci da Eusebio di Cesarea, egli calcolò la distanza dalla nostra stella in «σταδίων μυριάδας τετρακοσίας καὶ ὀκτωκισμυρίας» (stadìōn myrìadas tetrakosìas kài oktōkismyrìas), ovvero 804 milioni di stadi, equivalenti a 149 milioni di chilometri: un risultato sorprendentemente molto simile a quello attualmente accettato, da cui differisce di appena l'1%.
Un altro scienziato che sfidò le credenze del suo tempo fu Niccolò Copernico, che nel XVI secolo riprese e sviluppò la teoria eliocentrica (che considerava il Sole al centro dell'Universo), già postulata nel II secolo a.C. dallo scienziato greco Aristarco di Samo. È grazie anche all'opera di importanti scienziati del XVII secolo, come Galileo Galilei, Cartesio e Newton, che il sistema eliocentrico arrivò, infine, a prevalere su quello geocentrico. Galileo fu inoltre il pioniere dell'osservazione solare, grazie al cannocchiale; lo scienziato pisano scoprì nel 1610 le macchie solari, e confutò una presunta dimostrazione dello Scheiner che esse fossero oggetti transitanti tra la Terra ed il Sole piuttosto che presenti sulla superficie solare.
Isaac Newton, il padre della legge di gravitazione universale, osservò la luce bianca solare attraverso un prisma, dimostrando che essa era composta da un gran numero di gradazioni di colore, mentre verso la fine del XVIII secolo William Herschel scoprì la radiazione infrarossa, presente oltre la parte rossa dello spettro solare.

#### Nell'Ottocento e nel Novecento

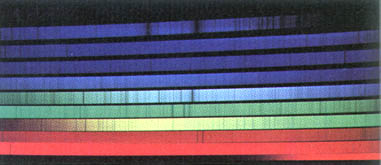
Le linee di Fraunhofer dello spettro solare.

Nel XIX secolo la spettroscopia conseguì enormi progressi: Joseph von Fraunhofer, considerato il "padre" di questa disciplina, effettuò le prime osservazioni delle linee di assorbimento dello spettro solare, che attualmente vengono chiamate, in suo onore, linee di Fraunhofer.
Nei primi anni dell'era scientifica moderna gli scienziati si interrogavano su quale fosse la causa dell'energia solare. William Thomson, I barone Kelvin, ipotizzò che il Sole fosse un corpo liquido in graduale raffreddamento, che emetteva nello spazio la sua riserva interna di calore; l'emissione energetica venne spiegata da Kelvin e Hermann von Helmholtz attraverso la teoria detta meccanismo di Kelvin-Helmholtz, secondo la quale l'età del Sole era di 20 milioni di anni: un valore nettamente inferiore ai 4,6 miliardi di anni suggeriti per il nostro pianeta dagli studi geologici.
Nel 1890 Joseph Norman Lockyer, scopritore dell'elio nello spettro solare, suggerì che la stella si fosse formata dalla progressiva aggregazione di frammenti rocciosi simili alle meteore.
Una possibile soluzione alla discrepanza tra il dato di Kelvin-Helmholtz e quello geologico arrivò nel 1904, quando Ernest Rutherford suggerì che l'energia del Sole potesse essere originata da una fonte interna di calore, generata da un meccanismo di decadimento radioattivo. Fu tuttavia Albert Einstein a fornire lo spunto decisivo sulla questione, con la sua relazione massa-energia E=mc².

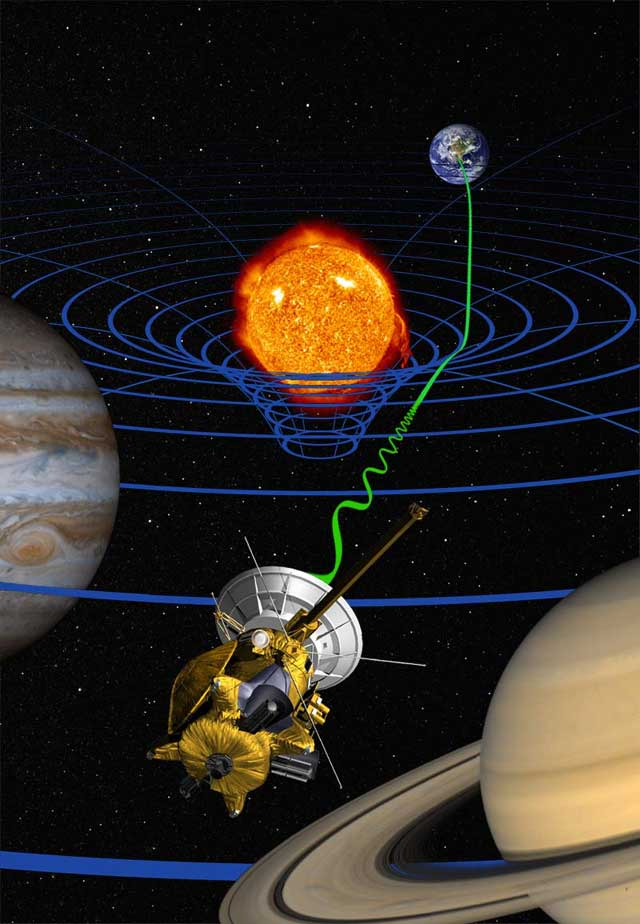
Rappresentazione grafica della deflessione da parte del campo gravitazionale del Sole di un'onda radio inviata dalla sonda Cassini.

Lo stesso Einstein riuscì a dimostrare tra il 1905 ed il 1920 la ragione del particolare moto orbitale di Mercurio, attribuita inizialmente alle perturbazioni di un pianeta più interno, chiamato dagli astronomi Vulcano. Einstein suppose che il particolare moto del pianeta non fosse dovuto ad alcuna perturbazione planetaria, bensì al campo gravitazionale del Sole, la cui enorme massa genera una curvatura dello spazio-tempo. L'entità della curvatura dipenderebbe dalla relazione:
{\displaystyle {\frac {G\cdot M}{R\cdot c^{2}}}}
dove {\displaystyle G} è la costante di gravitazione universale, {\displaystyle M} è la massa del corpo, {\displaystyle R} indica la deflessione dei raggi (misurata in gradi) e {\displaystyle c} è la velocità della luce nel vuoto.
Tale curvatura sarebbe dunque responsabile della precessione del perielio del pianeta e della lieve deflessione che la luce e qualunque altra radiazione elettromagnetica, in conseguenza della teoria della relatività generale, subirebbe in prossimità del campo gravitazionale del Sole. Si è calcolato che la curvatura spaziotemporale provocherebbe uno spostamento nella posizione di una stella pari a 1,7 secondi d'arco.
Nel 1919 il fisico inglese Arthur Eddington confermò la teoria in occasione di un'eclissi. L'anno successivo il fisico inglese ipotizzò che l'energia solare fosse il risultato delle reazioni di fusione nucleare, causate dalla pressione e dalla temperatura interna del Sole, che trasformerebbero l'idrogeno in elio e produrrebbero energia a causa della differenza di massa. La teoria venne ulteriormente sviluppata negli anni trenta dagli astrofisici Subrahmanyan Chandrasekhar e Hans Bethe; quest'ultimo studiò nei dettagli le due principali reazioni nucleari che producono energia nelle stelle, ovvero la catena protone-protone ed il ciclo del carbonio-azoto, calcolando il quantitativo energetico sviluppato da ciascuna reazione.
Nel 1957 venne poi pubblicato un articolo, intitolato Synthesis of the Elements in Stars, in cui veniva proposto un modello consistente con i dati a disposizione, e a tutt'oggi valido, secondo il quale la maggior parte degli elementi nell'Universo furono creati dalle reazioni nucleari all'interno delle stelle, a eccezione di idrogeno, elio e litio, formatisi in massima parte durante la nucleosintesi primordiale e dunque già presenti in notevole quantità prima che si formassero le prime stelle.

#### Missioni spaziali
Con l'avvento, nei primi anni cinquanta, dell'era spaziale e l'inizio delle esplorazioni del sistema solare, numerose sono state le sonde appositamente progettate per studiare la nostra stella.
I primi satelliti progettati per osservare il Sole furono i Pioneer 5, 6, 7, 8 e 9 della NASA, lanciati tra il 1959 e il 1968. Le sonde orbitarono attorno al Sole ad una distanza di poco inferiore a quella dell'orbita terrestre ed effettuarono le prime misure dettagliate del vento e del campo magnetico solare. La sonda Pioneer 9 operò per molto tempo, trasmettendo dati fino al 1987.
Negli anni settanta la sonda Helios 1 e la stazione spaziale Skylab fornirono agli scienziati nuovi e significativi dati sull'emissione del vento solare e sulla corona. Ulteriori dati sono stati forniti dalla sonda della NASA Solar Maximum Mission, lanciata nel 1980, che aveva lo scopo di osservare le radiazioni ultraviolette, i raggi gamma e X emanati dai flare solari durante il periodo di massima attività.
Gli anni novanta videro il lancio di numerose sonde, come la giapponese Yohkoh (1991), progettata per osservare i flare solari alle lunghezze d'onda dei raggi X, e la Solar and Heliospheric Observatory (SOHO, 1995), frutto della collaborazione tra ESA e NASA; quest'ultima in particolare ha garantito sin dal suo lancio una costante osservazione della nostra stella in gran parte delle lunghezze d'onda dello spettro elettromagnetico, permettendo anche la scoperta di un gran numero di comete radenti.
Queste sonde hanno tuttavia effettuato osservazioni dettagliate solamente delle regioni equatoriali del Sole, visto che le loro orbite erano situate sul piano dell'eclittica. La sonda Ulysses venne invece progettata per studiare le regioni polari, operando anche misurazioni del vento solare e dell'intensità del campo magnetico. Lanciata nel 1990, la Ulysses fu inizialmente diretta verso Giove in modo da sfruttare l'effetto fionda gravitazionale del gigante gassoso ed allontanarsi dal piano delle orbite planetarie. Nel 1998 fu lanciata la sonda TRACE, finalizzata ad individuare le connessioni tra il campo magnetico della stella e le strutture di plasma associate, grazie anche all'ausilio di immagini ad alta risoluzione della fotosfera e della bassa atmosfera del Sole.
A differenza della fotosfera, ben studiata attraverso la spettroscopia, la composizione interna del Sole è poco conosciuta. La missione Genesis fu progettata per prelevare dei campioni di vento solare e avere una misura diretta della composizione della materia costituente la stella. Nel 2006 è stata lanciata la missione Solar Terrestrial Relations Observatory (STEREO), che consiste di due navicelle identiche poste in orbite che permettono di ottenere una visione stereoscopica della stella.
Il 14 dicembre 2021 Parker Solar Probe della NASA vola più vicino al sole come mai fatto prima da altre astronavi. Lanciata nel 2018 la sonda solare Parker vuole scoprire i misteri del sole volando all'interno della corona solare, per catturare la struttura e la scala del campo magnetico del Sole.

## Posizione all'interno della Galassia

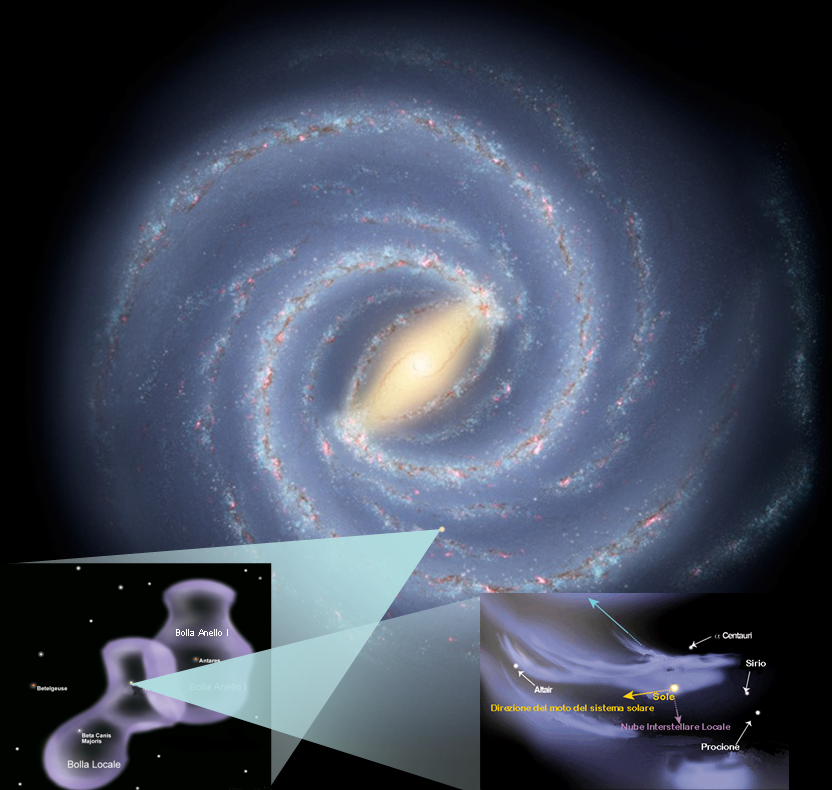
La posizione del Sole all'interno della Via Lattea (NASA).

Il Sole orbita a una distanza dal centro della Via Lattea stimata in 26000±1400 anni luce (7,62±0,32 kpc). La stella è situata in una regione periferica della Galassia, più precisamente all'interno della Bolla Locale, una cavità nel mezzo interstellare della Cintura di Gould, collocata nel bordo più interno del Braccio di Orione, un braccio galattico secondario posto tra il Braccio di Perseo e il Braccio del Sagittario; i due bracci sono separati da circa 6500 anni luce di distanza. La nostra stella si trova attualmente nella Nube Interstellare Locale, un addensamento del mezzo interstellare dovuto all'unione della Bolla Locale con l'adiacente Bolla Anello I. Data la relativa lontananza dal centro galattico, da altre regioni ad elevata densità stellare e da forti sorgenti di radiazioni quali pulsar o oggetti simili, il Sole, e dunque il sistema solare, si trova in quella che gli scienziati definiscono zona galattica abitabile.
Il sistema solare impiega 225–250 milioni di anni per completare una rivoluzione attorno al centro della Galassia (anno galattico); perciò il Sole avrebbe completato 20–25 orbite dal momento della sua formazione ed 1/1 250 di orbita dalla comparsa dell'essere umano sulla Terra. La velocità orbitale della nostra stella è di circa 220 km/s; a questa velocità il sistema solare impiega circa 1 400 anni per percorrere la distanza di un anno-luce, ossia 8 giorni per percorrere una unità astronomica (au). La direzione apparente verso cui si muove la nostra stella durante la propria rivoluzione attorno al centro di massa della Galassia prende il nome di apice solare e punta verso la stella Vega e la costellazione di Ercole, con un'inclinazione di circa 60° in direzione del centro galattico.
Si ritiene che l'orbita del Sole abbia una forma ellittica quasi circolare, tenendo conto delle perturbazioni causate dalla diversa distribuzione delle masse nei bracci della spirale galattica; inoltre il Sole oscilla al di sopra e al di sotto del piano galattico mediamente 2,7 volte ogni orbita, secondo un andamento assimilabile ad un moto armonico. Poiché la densità stellare è piuttosto alta nel piano galattico e nei suoi pressi, tali oscillazioni coincidono spesso con un incremento nel tasso degli impatti meteoritici sulla Terra, responsabili talvolta di catastrofiche estinzioni di massa. Tale incremento è dovuto al fatto che le altre stelle esercitano delle forze mareali sugli asteroidi della Fascia principale o della Cintura di Kuiper o sulle comete della Nube di Oort, che vengono di conseguenza dirette verso il sistema solare interno.
Il Sole fa parte di un gruppo di oltre 100 milioni di stelle di classe spettrale G2 note all'interno della Via Lattea e supera in luminosità ben l'85% delle stelle della Galassia, gran parte delle quali sono deboli nane rosse. Tra le stelle luminose più vicine, poste entro un raggio di 17 anni luce, il Sole occupa la quinta posizione in termini di luminosità intrinseca: la sua magnitudine assoluta, infatti, è pari a +4,83.

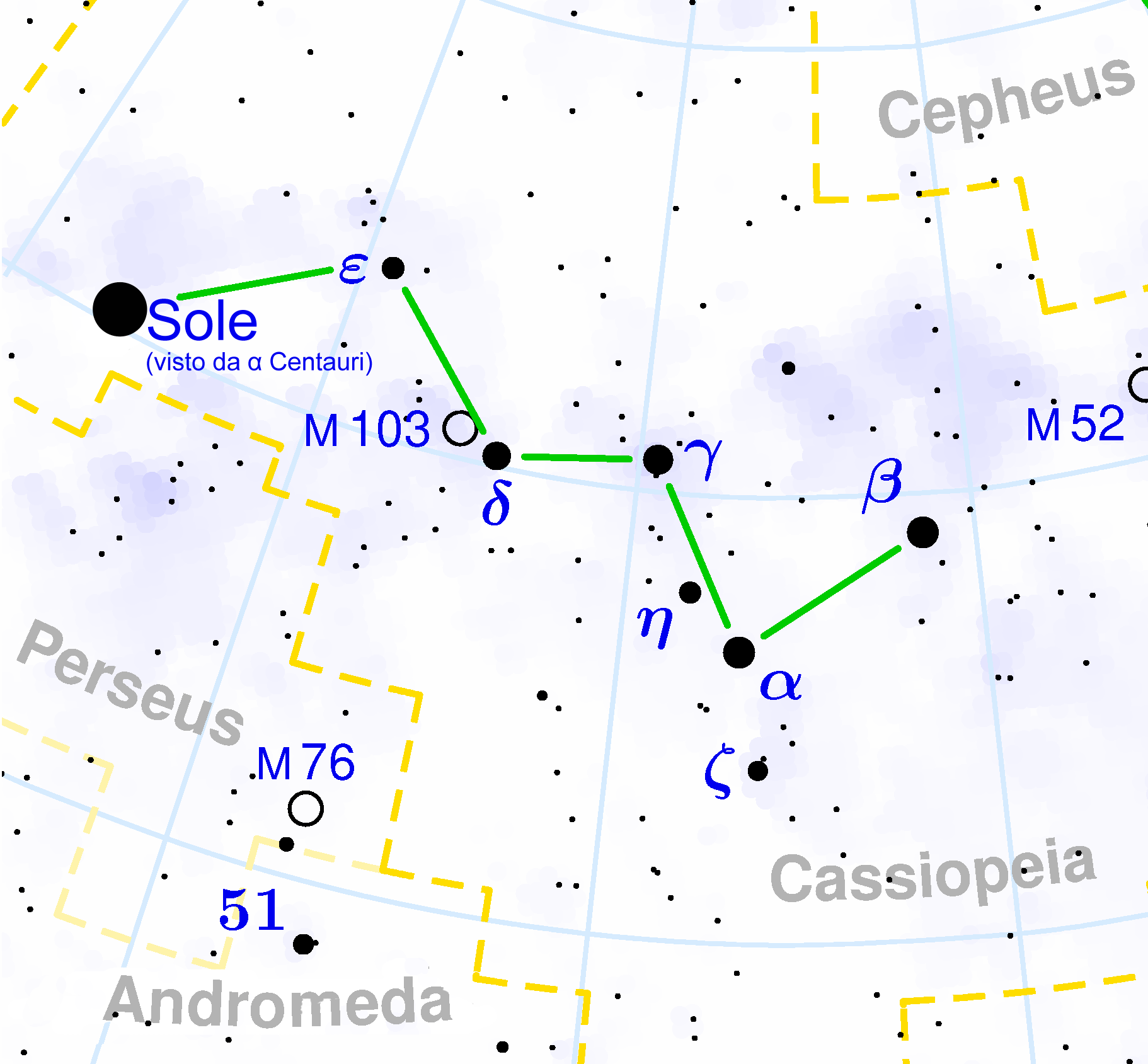
La costellazione di Cassiopea come apparirebbe da α Centauri.

### Il Sole da α Centauri
Se intorno al sistema di α Centauri, il sistema stellare più vicino al sistema solare (distante circa 4,3 anni luce), orbitassero dei pianeti di tipo roccioso, nei quali si fossero sviluppate forme di vita intelligenti in grado di osservare il cielo e comprenderne i meccanismi, esse lo vedrebbero non molto diverso da come lo vediamo noi. Le differenze resterebbero circoscritte ad alcuni particolari: ad esempio, la stella Sirio si verrebbe a trovare nella costellazione di Orione, ad alcuni gradi da Betelgeuse, anziché nel Cane Maggiore; la costellazione del Centauro sarebbe privata della sua stella più luminosa, mentre Cassiopea si troverebbe ad avere una luminosa stella di magnitudine 0,5 in più: si tratta del Sole. La collocazione della nostra stella è facilmente calcolabile, poiché essa si troverebbe agli antipodi della posizione di α Centauri vista dalla Terra: avrebbe dunque un'ascensione retta di 02h 39m 35s ed una declinazione di +60° 50′ 00″, che la porterebbe a trovarsi alla sinistra di Segin (ε Cassiopeiae); la costellazione assumerebbe a questo punto non più la ben nota forma a "\/\/", bensì una forma simile a questa: "/\/\/".

## Ciclo vitale

Il ciclo vitale del Sole sul diagramma H-R:
1. Protostella;
2. Stella T Tauri;
3. Sequenza principale (G V);
4. Gigante rossa;
5. Nana bianca.

Il Sole è una stella di popolazione I (o terza generazione) la cui formazione sarebbe stata indotta dall'esplosione, circa 5 miliardi di anni fa, di una o più supernova/e nelle vicinanze di un'estesa nube molecolare del Braccio di Orione. È accertato che, circa 4,57 miliardi di anni fa, il rapido collasso della nube, innescato da supernovae, portò alla formazione di una generazione di giovanissime stelle T Tauri, tra le quali anche il Sole, che, subito dopo la sua formazione, assunse un'orbita quasi circolare attorno al centro della Via Lattea, ad una distanza media di circa 26000 al. Le inclusioni ricche di calcio e alluminio, residuate dalla formazione stellare, formarono poi un disco protoplanetario attorno alla stella nascente. Tale ipotesi è stata formulata alla luce dell'alta abbondanza di elementi pesanti, quali oro e uranio, nel nostro sistema planetario. Gli astronomi ritengono che questi elementi siano stati sintetizzati o tramite una serie di processi nucleari endoergonici durante l'esplosione della supernova (fenomeno che prende il nome di nucleosintesi delle supernovae), o grazie alle trasmutazioni, per mezzo di successivi assorbimenti neutronici, da parte di una stella massiccia di popolazione II (o di seconda generazione).
Il Sole è attualmente nella sequenza principale del diagramma Hertzsprung-Russell, ovvero in una lunga fase di stabilità durante la quale l'astro genera energia attraverso la fusione, nel suo nucleo, dell'idrogeno in elio; la fusione nucleare inoltre fa sì che la stella sia in uno stato di equilibrio, sia idrostatico, ossia non si espande (a causa della pressione di radiazione delle reazioni termonucleari) né si contrae (per via della forza di gravità, cui sarebbe naturalmente soggetta), sia termico. Una stella di classe G2 come il Sole impiega, considerando la massa, circa 10 miliardi (1010) di anni per esaurire completamente l'idrogeno nel suo nucleo.
Il Sole si trova a circa metà della propria sequenza principale. Al termine di questo periodo di stabilità, tra circa 5 miliardi di anni, il Sole entrerà in una fase di forte instabilità che prende il nome di gigante rossa: nel momento in cui l'idrogeno del nucleo sarà totalmente convertito in elio, gli strati immediatamente superiori subiranno un collasso dovuto alla scomparsa della pressione di radiazione delle reazioni termonucleari. Il collasso determinerà un incremento termico fino al raggiungimento di temperature tali da innescare la fusione dell'idrogeno negli strati superiori, che provocheranno l'espansione della stella fino ad oltre l'orbita di Mercurio; l'espansione causerà un raffreddamento del gas (fino a 3500 K), motivo per il quale la stella avrà una colorazione fotosferica tipicamente gialla intensa.

Le diverse fasi dell'evoluzione del Sole nel corso della sua vita.

Raffronto tra le dimensioni del Sole nella sequenza principale e nella fase di gigante rossa.

Quando anche l'idrogeno dello strato superiore al nucleo sarà totalmente convertito in elio (entro poche decine di milioni di anni) si avrà un nuovo collasso, che determinerà un aumento della temperatura del nucleo di elio fino a valori di 108 K; a questa temperatura si innescherà repentinamente la fusione dell'elio (flash dell'elio) in carbonio e ossigeno. La stella subirà una riduzione delle proprie dimensioni, passando dal ramo delle giganti al ramo orizzontale del diagramma H-R.
A causa delle elevatissime temperature del nucleo, la fusione dell'elio si esaurirà in breve tempo (qualche decina di milioni di anni) e i prodotti di fusione, non impiegabili in nuovi cicli termonucleari a causa della piccola massa della stella, si accumuleranno inerti nel nucleo; frattanto, venuta a mancare nuovamente la pressione di radiazione che spingeva verso l'esterno, avverrà un successivo collasso che determinerà l'innesco della fusione dell'elio nel guscio che avvolge il nucleo e dell'idrogeno nello strato ad esso immediatamente superiore. Queste nuove reazioni produrranno una quantità di energia talmente elevata da provocare una nuova espansione dell'astro, che raggiungerà così dimensioni prossime ad 1 au (circa 100 volte quelle attuali), tanto che la sua atmosfera arriverà ad inglobare molto probabilmente Venere. Incerto è invece il destino della Terra: alcuni astronomi ritengono che anche il nostro pianeta verrà inglobato dalla stella morente; altri invece ipotizzano che il pianeta si salverà, poiché la perdita di massa da parte della nostra stella farebbe allargare la sua orbita, che slitterebbe di conseguenza sino a quasi 1,7 au. Il nostro pianeta sarà però inabitabile: gli oceani saranno evaporati a causa del forte calore e gran parte dell'atmosfera verrà dispersa nello spazio dall'intensa energia termica, che incrementerà l'energia cinetica delle molecole del gas atmosferico, consentendo loro di vincere l'attrazione gravitazionale del nostro pianeta. Tutto ciò avverrà entro i prossimi 3,5 miliardi di anni e, cioè, ancor prima che il Sole entri nella fase di gigante rossa.
Entro 7,8 miliardi di anni, esaurito ogni processo termonucleare, il Sole rilascerà i suoi strati più esterni, che verranno spazzati via sotto forma di "supervento" creando una nebulosa planetaria; le parti più interne collasseranno e daranno origine ad una nana bianca circa delle dimensioni della Terra e con una massa residua di 0,54 M⊙, che lentamente si raffredderà sino a diventare, nel corso di centinaia di miliardi di anni, una nana nera.
Questo scenario evolutivo è tipico di stelle con una massa simile a quella del Sole, ossia che hanno una massa non sufficientemente elevata da esplodere come supernove.

## Caratteristiche morfologiche e rotazione

La rotazione del Sole. NASA

Il Sole è una sfera di plasma quasi perfetta, le cui dimensioni sono un po' più grandi di quelle di una stella di media grandezza, ma decisamente più piccole di quelle di una ben più imponente gigante blu o gigante rossa. Possiede un'ellitticità stimata in circa 9 milionesimi: infatti, il suo diametro polare differisce da quello equatoriale di appena 10 km. Tale differenza sussiste perché la rotazione del corpo sul proprio asse origina all'equatore una forza che tenderebbe a fargli assumere una forma ellissoidale: la forza centrifuga. Tuttavia, poiché la rotazione della stella è molto lenta, la forza centrifuga è 18 milioni di volte più debole della gravità superficiale; da ciò ne consegue che la stella non possieda un rigonfiamento equatoriale molto pronunciato, caratteristica propria invece di alcune stelle, come Achernar, le quali possiedono elevate velocità di rotazione. Inoltre, gli effetti mareali esercitati dai pianeti sulla stella non ne influenzano significativamente la forma.
Poiché si trova allo stato di plasma e non possiede, al contrario di un pianeta roccioso, una superficie solida, la stella è soggetta ad una rotazione differenziale, ovvero ruota in maniera diversa a seconda della latitudine: infatti la stella ruota più velocemente all'equatore che non ai poli ed il periodo di rotazione varia tra i 25 giorni dell'equatore e i 35 dei poli. Tuttavia, poiché il punto di vista osservativo dalla Terra cambia man mano che il nostro pianeta compie il proprio moto di rivoluzione, il periodo di rotazione apparente all'equatore è di 28 giorni. Inoltre, la densità dei gas che costituiscono la stella diminuisce esponenzialmente all'aumentare della distanza dal centro.

## Struttura
Il Sole possiede una struttura interna ben definita, la quale non è, tuttavia, direttamente osservabile a causa dell'opacità alla radiazione elettromagnetica degli strati interni della stella. Un valido strumento per determinare la struttura solare è fornito dall'eliosismologia, una disciplina che, esattamente come la sismologia, studia la diversa propagazione delle onde sismiche per rivelare l'interno della Terra, analizza la differente propagazione delle onde di pressione (infrasuoni) che attraversano l'interno del Sole. L'analisi eliosismologica è spesso associata a simulazioni computerizzate, che consentono agli astrofisici di determinare con buona approssimazione la struttura interna della nostra stella.
Il raggio del Sole è la distanza tra il suo centro e il limite della fotosfera, strato al di sopra del quale i gas sono abbastanza freddi o rarefatti da consentire l'irraggiamento di un significativo quantitativo di energia luminosa; è perciò lo strato meglio visibile ad occhio nudo.
La struttura interna del Sole, come quella delle altre stelle, appare costituita di involucri concentrici; ogni strato possiede caratteristiche e condizioni fisiche ben precise, che lo differenziano dal successivo.

Spaccato della struttura interna del Sole.

Gli strati sono, dal centro verso l'esterno:
- Il nucleo
- La zona radiativa
- La tachocline
- La zona convettiva
- La fotosfera, la superficie del Sole
- L'atmosfera, suddivisa in:
  - Cromosfera
  - Zona di transizione
  - Corona

### Nucleo

La fusione dell'idrogeno.

Il nucleo solare rappresenta in volume il 10% della stella, in massa oltre il 40%. È qui che avvengono le reazioni di fusione nucleare, fonte principale dell'energia solare.
Gli astrofisici ritengono che il nucleo solare abbia dimensioni prossime a 0,2 raggi solari, con una densità superiore a 150000 kg/m³ (150 volte quella dell'acqua), una temperatura di circa 13600000 K (per raffronto, la temperatura superficiale della stella è 2 350 volte inferiore – 5777 K –) ed una pressione di quasi 500 miliardi di bar; è la combinazione di simili valori a favorire la fusione nucleare dell'idrogeno in elio. Il nucleo è l'unica regione della nostra stella in cui, attualmente, avvenga la fusione nucleare. Tali reazioni liberano energia sotto forma di radiazione γ, che, una volta emessa dal nucleo, viene assorbita e riemessa dalla materia degli strati superiori, contribuendo a mantenere alta la temperatura; nell'attraversare gli strati della stella, la radiazione elettromagnetica perde energia, assumendo lunghezze d'onda sempre maggiori, passando dalla banda γ alla banda X e ultravioletta, per poi diffondersi nello spazio come luce visibile. Un altro prodotto delle reazioni nucleari sono i neutrini, particelle che raramente interagiscono con la materia e che dunque attraversano liberamente lo spazio.

### Fotosfera

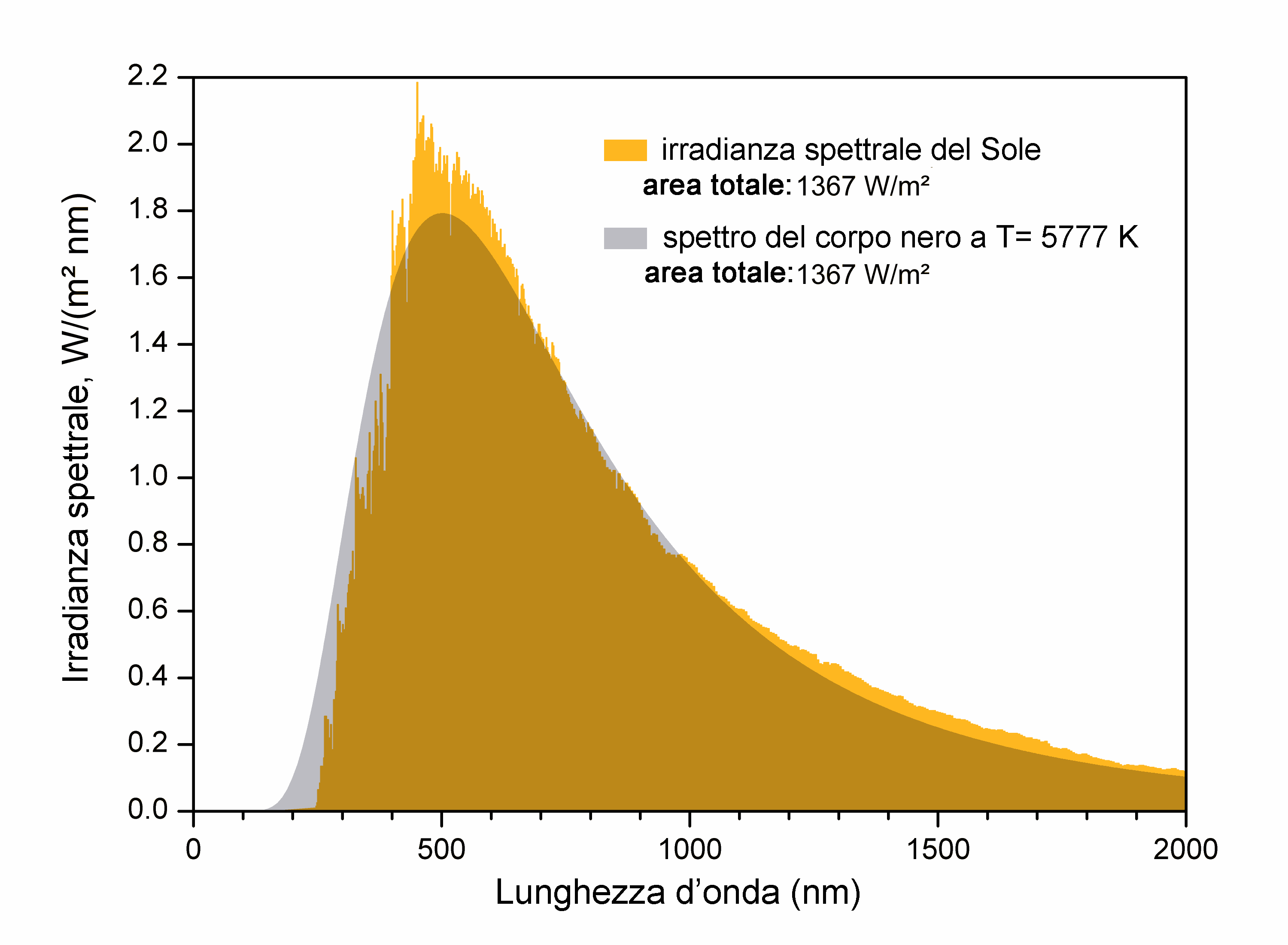
La temperatura effettiva del Sole (area gialla) raffrontata con quella di un corpo nero delle stesse dimensioni che emetta la medesima quantità di energia radiante (area grigia).

La fotosfera è lo strato del Sole al di sotto del quale la stella diviene opaca alla luce visibile; si tratta dunque del primo strato visibile, dal quale l'energia proveniente dall'interno è libera di propagarsi nello spazio. È sede di fenomeni come le macchie solari e i brillamenti.
È caratterizzata da una densità di 1023 particelle al metro cubo (equivalente all'1% della densità dell'atmosfera terrestre al livello del mare), mentre il suo spessore varia da alcune decine fino a qualche centinaia di chilometri.
Il cambiamento di opacità rispetto agli strati inferiori (la sua opacità è infatti lievemente inferiore a quella dell'atmosfera terrestre) è dovuto alla diminuzione del numero di ioni idruro (H−), che assorbono con facilità la luce visibile; la luce da noi percepita è invece prodotta dalla ricombinazione tra gli elettroni liberi e gli atomi di idrogeno per generare ioni H−.
Poiché gli strati più alti della fotosfera sono più freddi di quelli più profondi, l'immagine del Sole appare più luminosa al centro, e si fa via via più tenue man mano che si procede verso il bordo del perimetro del disco visibile; questo fenomeno è chiamato oscuramento al bordo, ed è causato da un fenomeno di prospettiva.
Lo spettro fotosferico presenta caratteristiche relativamente simili a quelle dello spettro continuo di un corpo nero riscaldato alla temperatura di 5777 K, e appare intervallato dalle linee di assorbimento della tenue atmosfera stellare. All'osservazione diretta la fotosfera presenta un aspetto granuloso, dovuto alla presenza della granulazione e della supergranulazione.
Durante i primi studi dello spettro ottico della fotosfera, furono trovate alcune linee di assorbimento che non corrispondevano con nessun elemento noto sulla Terra. Nel 1868 Norman Lockyer ipotizzò che queste linee fossero causate da un nuovo elemento, che chiamò elio, come l'omonimo dio greco del Sole; venticinque anni dopo, l'elio venne isolato sulla Terra.

### Zona radiativa
Situata all'esterno del nucleo, la zona radiativa si estende da circa 0,2 sino a 0,7 raggi solari; essa assorbe l'energia prodotta dal nucleo e la trasmette per irraggiamento (donde il nome) agli strati superiori. Pressione e temperatura sono ancora abbastanza elevate da permettere il trasferimento dell'energia allo strato successivo.
In questa fascia avviene il trasferimento dell'energia prodotta nel nucleo verso lo strato superiore, la zona convettiva; la zona radiativa appare priva di moti convettivi: infatti, mentre la materia diventa più fredda a quote crescenti, il gradiente di temperatura resta minore di quello del tasso di caduta adiabatica, il che agevola il trasferimento di energia per irraggiamento.
L'energia viene trasferita verso gli strati più esterni in maniera molto lenta: infatti, gli ioni di idrogeno ed elio emettono fotoni, che viaggiano attraverso una breve distanza prima di essere riassorbiti e riemessi da altri ioni.
Una recente analisi dei dati raccolti dalla missione SOHO suggerisce che la velocità di rotazione della zona radiativa sia leggermente inferiore a quella del nucleo.

### Zona di transizione (Tachocline)
La zona di transizione tra la porzione radiativa e quella convettiva prende il nome di tachocline e si estende, secondo recenti studi eliosismologici, a partire da 0,7 raggi solari. Gli astrofisici ritengono che tali dimensioni svolgano un ruolo determinante nella genesi del campo magnetico solare, in quanto interverrebbero nella dinamo solare (meccanismo grazie al quale si origina il campo magnetico della nostra stella) rinforzando i deboli campi poloidali per crearne uno più intenso di forma toroidale.

### Zona convettiva
La zona convettiva ha uno spessore di circa 200000 km e si trova nella porzione esterna del Sole, a partire da circa il 70% del raggio solare.
L'area è caratterizzata da temperature e densità inferiori a quelle degli strati sottostanti; di conseguenza, energia e calore non possono essere trasferiti per irraggiamento, ma attraverso moti convettivi. La materia più calda e meno densa viene portata in superficie, dove cede parte della propria energia termica; una volta raffreddata, la materia risprofonda alla base della zona convettiva, dove riceve nuovamente il calore proveniente dalla zona radiativa. A differenza dello strato sottostante, dunque, nella zona convettiva la materia è in costante movimento. Questo costante e turbolento movimento sembra essere una delle cause fondamentali della dinamo solare.
Le colonne termiche della zona convettiva lasciano segni sulla fotosfera solare che prendono il nome di granuli o supergranuli solari.

### Atmosfera

La corona del Sole risulta visibile durante un'eclissi totale.

Gli strati al di sopra della fotosfera costituiscono l'atmosfera solare e risultano visibili a tutte le lunghezze d'onda dello spettro elettromagnetico, dalle onde radio ai raggi gamma passando per la luce visibile. Gli strati sono, in ordine: la cromosfera, la zona di transizione, la corona e l'eliosfera; quest'ultima, che può essere considerata la tenue prosecuzione della corona, si estende sin'oltre la Fascia di Kuiper, fino all'eliopausa, dove forma una forte onda d'urto di confine (bow shock) con il mezzo interstellare. La cromosfera, la zona di transizione e la corona sono molto più caldi della superficie solare; la ragione di questo riscaldamento resta tuttora sconosciuta.
Qui si trova anche lo strato più freddo del Sole: si tratta di una fascia chiamata regione di minima temperatura (temperature minimum in inglese), posta circa 500 km sopra la fotosfera: quest'area, che ha una temperatura di 4000 K, è sufficientemente fredda da consentire l'esistenza di alcune molecole, come il monossido di carbonio e l'acqua, le cui linee di assorbimento sono ben visibili nello spettro solare.

#### Cromosfera
Al di sopra della fotosfera si trova una sottile fascia spessa circa 2000 km, chiamata cromosfera (dal greco χρῶμα, χρώματος - chroma, chromatos -, che significa colore) a causa dei suoi brillamenti colorati visibili subito prima e subito dopo le eclissi totali di Sole. È un sottile involucro costituito da gas rarefatto che appare di colore rossastro; in realtà, lo strato è trasparente. La colorazione rossastra è dovuta agli atomi di idrogeno, che alle più basse pressioni della cromosfera emettono radiazioni di tale colore.

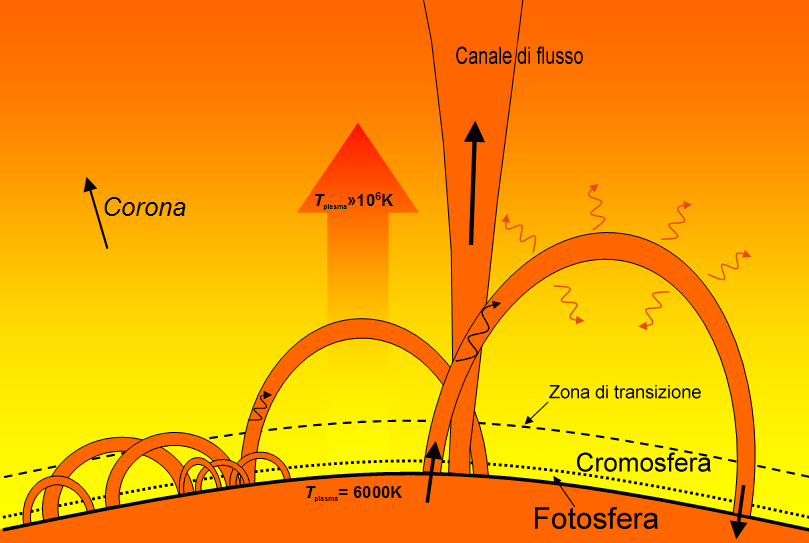
Diagramma della bassa atmosfera solare.

La cromosfera è interessata da diversi fenomeni emissivi di origine magnetica, come le spicule e le protuberanze solari. La temperatura nella cromosfera è mediamente di 10000 K ma aumenta gradualmente man mano che ci si allontana dalla stella, raggiungendo i 20000 K negli strati più esterni.

#### Zona di transizione
Al di sopra della cromosfera si trova la zona di transizione, in cui la temperatura sale rapidamente dai circa 100000 K degli strati più esterni della cromosfera, fino al milione di kelvin della corona; tale incremento causa una transizione di fase dell'elio, che qui diventa completamente ionizzato per le elevate temperature. La zona di transizione non possiede un limite di altitudine definito: forma infatti una sorta di alone attorno alle formazioni della cromosfera come le spicole e i filamenti ed è in moto costante e caotico. La zona di transizione non è visibile facilmente dalla Terra, ma è ben rilevabile dallo spazio attraverso strumenti sensibili alle lunghezze d'onda dell'ultravioletto distante.

#### Corona
La corona è la parte esterna dell'atmosfera solare, non ha limiti definiti e si estende nello spazio per decine di milioni di chilometri in modo molto tenue. È costituita da plasma a elevatissima temperatura (oltre un milione di kelvin). Essendo il plasma molto rarefatto, la temperatura non è da intendersi nel significato convenzionale; si parla in questo caso di temperatura cinetica.
Gli strati interni della corona hanno una densità di 1014 – 1016 particelle al metro cubo (l'atmosfera terrestre al livello del mare ha una densità di 2 × 1025 particelle al metro cubo) ed è sede di numerosi fenomeni di tipo magnetico, come le espulsioni di massa (CME) e gli anelli coronali.
Gli astrofisici non sono ancora riusciti a comprendere perché la corona abbia una temperatura così elevata; essi ritengono che parte del calore sia originato dalla riconnessione delle linee del campo magnetico solare (l'argomento è trattato più ampiamente nel paragrafo Problema del riscaldamento coronale).

## Vento solare
Anche il Sole, come altre stelle, emette un flusso di particelle dall'atmosfera superiore: il vento solare.
Il vento solare è formato da plasma e la sua composizione chimica è identica a quella della corona: 73% idrogeno e 25% elio, con il restante 2% formato da elementi in tracce. Nei pressi della Terra, la velocità del vento solare varia tra 200 e 900 km/s (in media 450 km/s). Ogni secondo la stella perde, tramite il vento solare, una quantità di materia pari a 1,37×109 kg; si tratta tuttavia di una perdita insignificante, poiché in un anno corrisponde a 2,18 × 10−14 volte la massa complessiva del Sole.

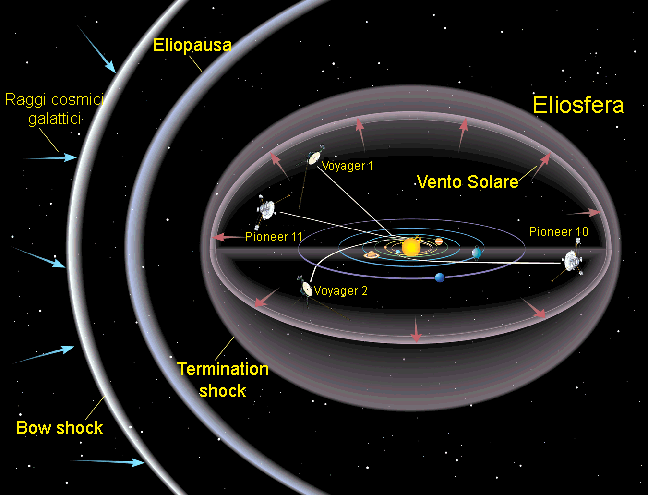
Disegno che rappresenta le strutture dell'eliosfera.

Il vento solare trasporta con sé, a causa del peculiare comportamento del plasma magnetizzato, il campo magnetico del Sole nello spazio interplanetario, fino ad una distanza di circa 160 unità astronomiche. Il vento solare si muove in direzione radiale rispetto al Sole; a causa della sua rotazione le linee di campo si curvano a forma di spirale.
Alcuni studi ipotizzano che il vento solare svolga un'importante funzione protettiva nei confronti dei pianeti, ossia "schermerebbe" i raggi cosmici grazie alla sua natura ionizzata.

### Eliosfera
Il vento solare crea una "bolla" nel mezzo interstellare, che prende il nome di eliosfera. L'eliosfera si estende da una distanza di circa 20 raggi solari (0,1 au) dalla superficie del Sole fino alle regioni più estreme del sistema solare. Il suo limite più interno è definito come la regione in cui il flusso del vento solare diventa "superalfvénico", ossia supera la velocità dell'onda di Alfvén; le forze dinamiche e di turbolenza all'esterno di questo limite non possono però influenzare la forma della corona solare, poiché entro questo limite il flusso viaggia a velocità inferiori o uguali a quelle dell'onda di Alfvén. Il vento solare viaggia in maniera continua attraverso l'eliosfera, fino a che non si scontra con l'eliopausa, a oltre 50 UA dal Sole. Nel dicembre del 2004, la sonda spaziale Voyager 1 attraversò l'eliopausa; entrambe le sonde Voyager, nell'avvicinarsi al confine con l'eliopausa, hanno registrato un livello sempre più alto di particelle energetiche.

## Campo magnetico

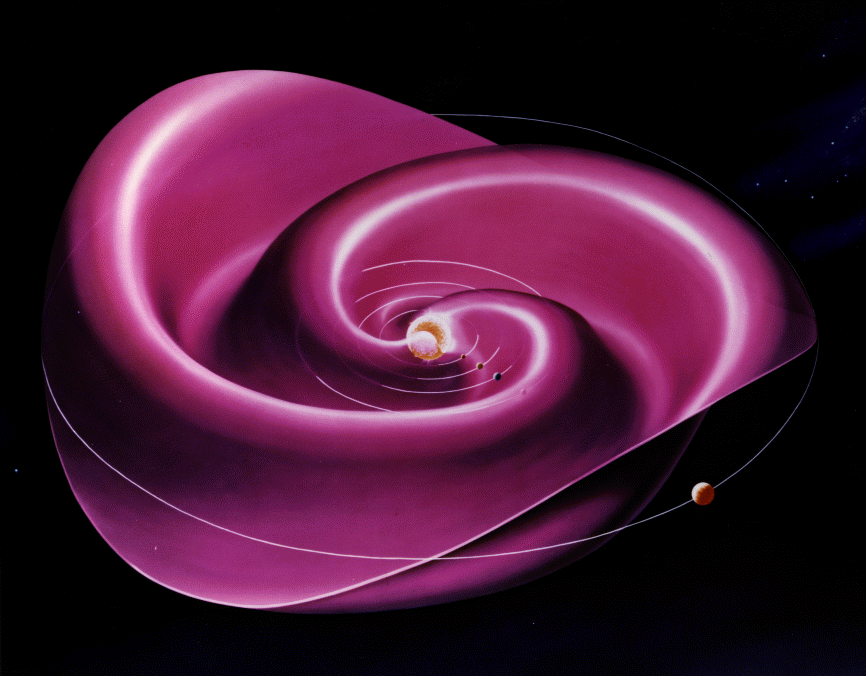
Rappresentazione artistica della corrente eliosferica diffusa.

Il moto turbolento del plasma e delle particelle cariche della zona convettiva generano un potente campo magnetico, caratterizzato da poli appaiati (nord e sud) disposti lungo tutta la superficie solare. Il campo inverte il proprio verso ogni undici anni, in corrispondenza del massimo del ciclo solare. Il campo magnetico solare è all'origine di diversi fenomeni che prendono complessivamente il nome di "attività solare"; tra essi si annoverano le macchie fotosferiche, i flare (o brillamenti) e le variazioni nell'intensità del vento solare, che diffonde materia attraverso il sistema solare.
La rotazione differenziale della stella causa una forte deformazione delle linee del campo magnetico, che appaiono aggrovigliate su sé stesse; su di esse si dispone il plasma delle eruzioni solari, che vanno a formare vasti anelli di materia incandescente, noti come anelli coronali. Le deformazioni delle linee di campo danno luogo alla dinamo e al ciclo undecennale dell'attività solare, durante il quale l'intensità del campo magnetico subisce delle variazioni.
La densità del flusso magnetico solare è di 10−4 tesla in prossimità della stella.
L'interazione tra il campo magnetico solare ed il plasma del mezzo interplanetario crea una corrente eliosferica diffusa, ossia un piano che separa regioni in cui il campo magnetico converge in direzioni diverse.

## Ciclo solare

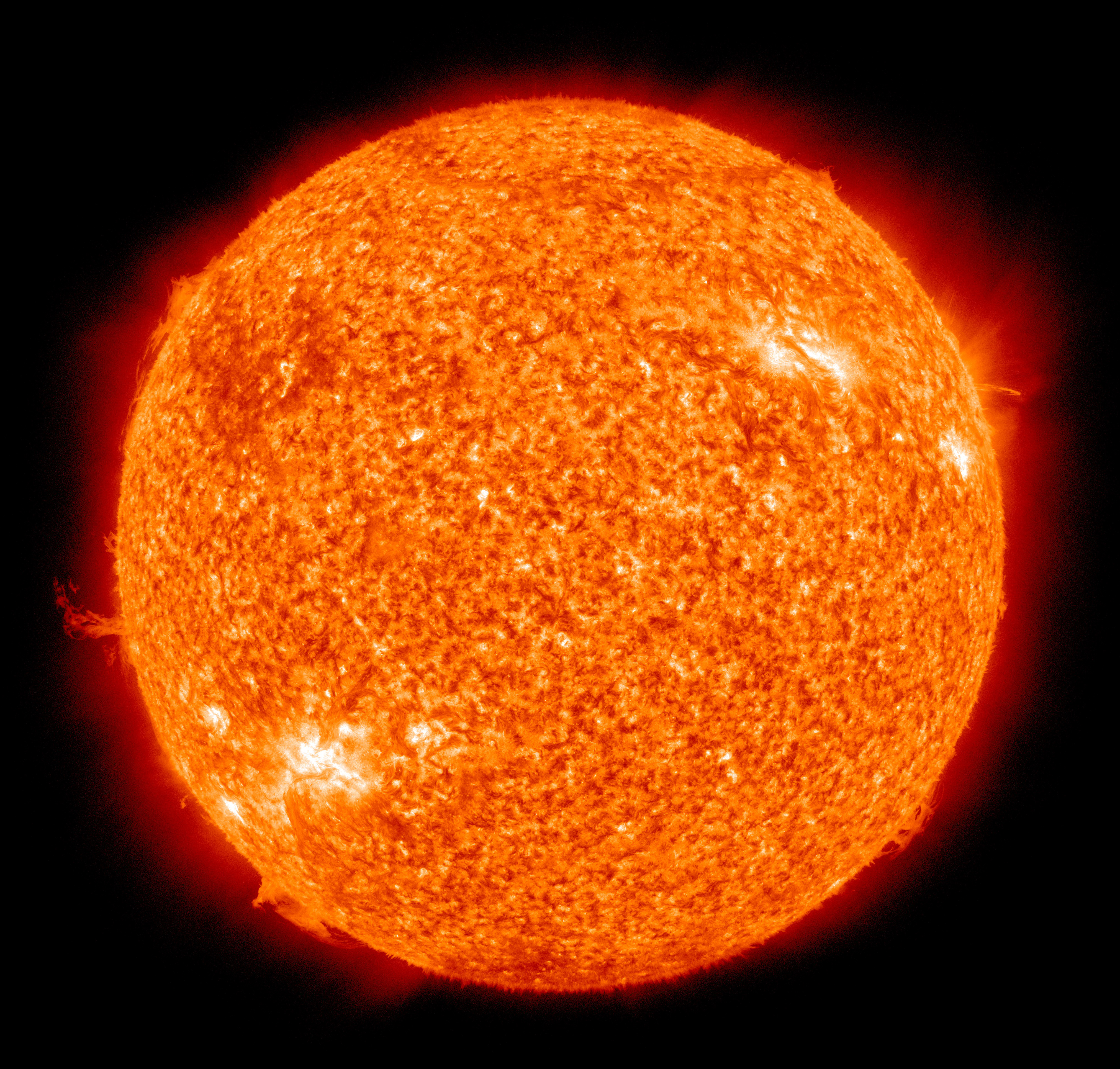
Il Sole ripreso in falsi colori dal Solar Dynamics Observatory della NASA nella banda dell'ultravioletto.

Il ciclo solare (detto anche ciclo dell'attività magnetica solare) è il tempo, mediamente pari a undici anni, che intercorre tra due periodi di minimo dell'attività solare; la lunghezza del periodo non è strettamente regolare, ma può variare tra i dieci e i dodici anni. È anche la principale causa delle periodiche variazioni di tutti i fenomeni solari che influiscono sul tempo meteorologico spaziale.
Alimentato da un processo di tipo idromagnetico, all'origine del campo magnetico solare stesso, il ciclo solare:
- modella l'atmosfera ed il vento solare;
- modula l'irradianza solare;
- modula il flusso delle radiazioni a lunghezza d'onda corta, dagli ultravioletti ai raggi X;
- modula la frequenza dei fenomeni eruttivi, come i flare e le espulsioni di massa;
- modula indirettamente il flusso dei raggi cosmici ad alta energia che penetrano nel sistema solare.

Il ciclo solare si divide in due fasi: una fase di massimo, in cui l'attività della stella si presenta più frenetica, e una fase di minimo, in cui l'attività è meno intensa. L'attività solare durante il minimo coincide spesso con temperature più basse rispetto alla media sulla Terra, mentre le fasi di massimo più ravvicinate tendono a essere correlate a temperature più alte rispetto alla media.
Poiché i campi magnetici possono influire sui venti stellari, arrivando ad agire come dei "freni" che rallentano progressivamente la rotazione della stella man mano che essa compie il proprio percorso evolutivo, le stelle non più giovani, come il Sole per l'appunto, compiono la propria rotazione in tempi più lunghi e presentano un'attività magnetica meno intensa. I loro livelli di attività tendono a variare in maniera ciclica e possono cessare completamente per brevi periodi di tempo. Un esempio fu il minimo di Maunder, durante il quale il Sole andò incontro ad un settantennio, nel corso del XVII secolo, di attività minima; in questo periodo, noto anche come "Piccola era glaciale", l'Europa subì un brusco calo delle temperature.
I primi minimi solari di considerevole durata furono scoperti attraverso l'analisi dendrocronologica degli anelli annuali dei tronchi di alcuni alberi, il cui spessore dipende dalle condizioni ambientali in cui vivono i vegetali; le linee più sottili sembravano coincidere con i periodi in cui le temperature globali erano state al di sotto della media.

### Macchie solari

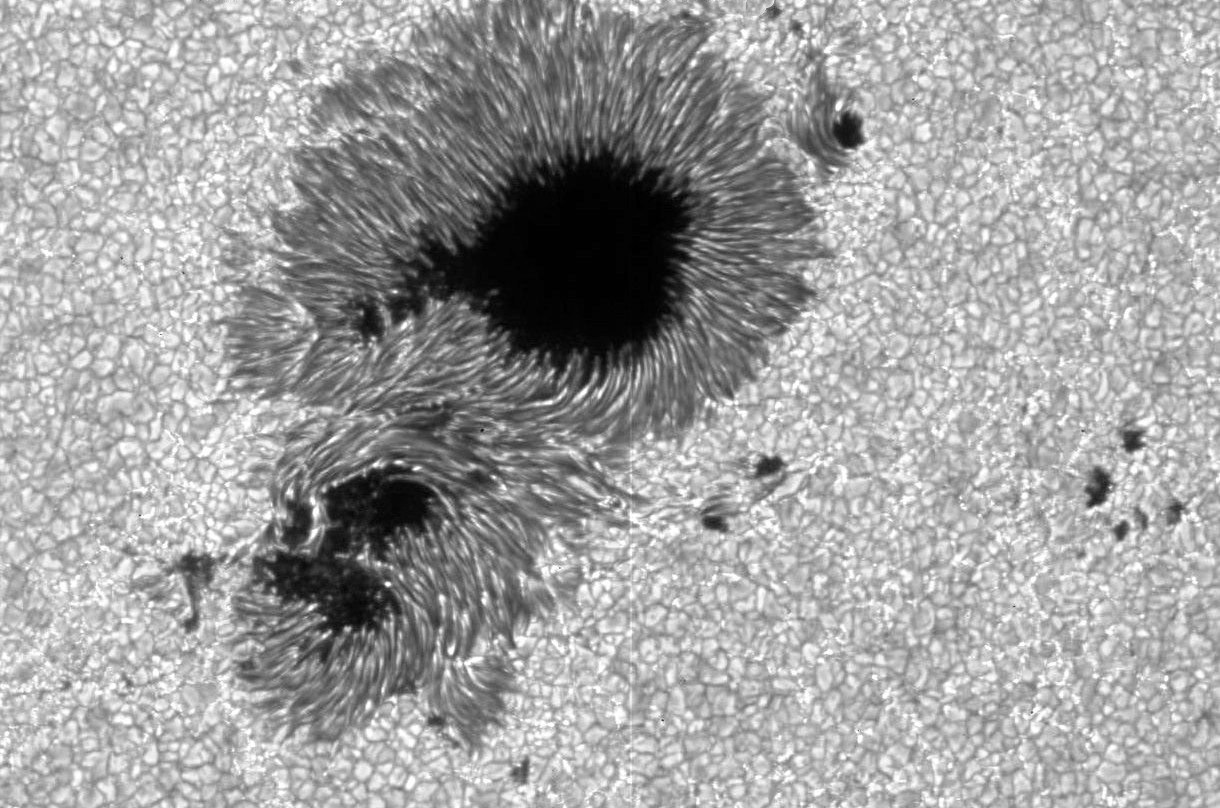
Un gruppo di macchie solari; si noti la granulazione fotosferica.

Osservando il Sole con filtri adatti, è possibile scorgere lungo la sua superficie le caratteristiche macchie fotosferiche, aree ben definite che appaiono più scure rispetto al resto della fotosfera a causa della loro temperatura più "bassa" (dell'ordine dei 4500 K). Si tratta di regioni di intensa attività magnetica, nelle quali la convezione (visibile nel resto della superficie sotto forma di granulazione) risulta inibita dal forte campo magnetico, che riduce il trasporto di energia dalle regioni interne più calde alla superficie. Le macchie solari più grandi possono estendersi anche per migliaia di chilometri.
Il numero di macchie solari visibili sulla superficie del Sole non è costante, varia durante il ciclo solare. Normalmente, durante il minimo solare le macchie sono assenti o molto esigue; quelle che appaiono si trovano di solito alle alte latitudini (lontane dall'equatore). Man mano che il ciclo prosegue, avanzando verso il massimo, le macchie si fanno sempre più frequenti e tendono a spostarsi verso le zone equatoriali della stella, in osservanza della legge di Spörer. Le macchie di solito si trovano in coppie di polarità magnetica opposta; la polarità magnetica delle macchie si inverte durante ogni ciclo solare, cosicché se in un ciclo una assume le caratteristiche di un polo nord magnetico, al ciclo successivo essa diventa un sud magnetico.

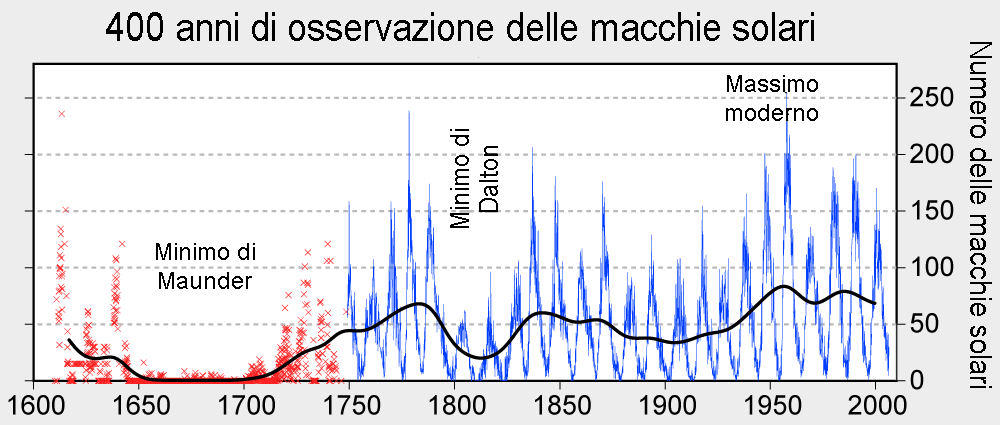
La variazione nel numero delle macchie solari dal XVII secolo al 2007.

### Eventualità di fenomeni ciclici a lungo termine
Una recente teoria afferma che possono esistere delle instabilità magnetiche all'interno del Sole che causano delle fluttuazioni con periodi di 41 000 o 100 000 anni; tali fluttuazioni potrebbero fornire una spiegazione sia delle ere glaciali che dei cicli di Milanković.
Tuttavia, come molte teorie in astrofisica, anche questa non può essere verificata direttamente.

## Composizione chimica
Il Sole, come ogni altro corpo celeste nell'Universo, è costituito da elementi chimici. Molti scienziati hanno analizzato questi elementi per conoscerne l'abbondanza, le loro relazioni con gli elementi costitutivi dei pianeti e la loro distribuzione all'interno della stella.

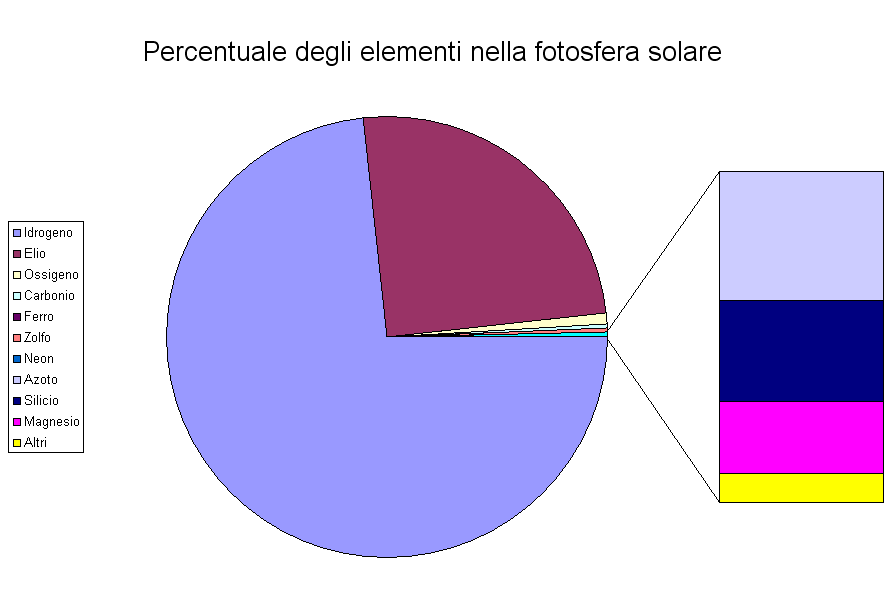
Grafico che mette in luce la percentuale degli elementi nella fotosfera solare.

La stella ha "ereditato" la sua composizione chimica dal mezzo interstellare da cui ha preso origine: l'idrogeno e l'elio, che ne costituiscono la grande parte, si sono costituiti grazie alla nucleosintesi del Big Bang, gli elementi più pesanti sono stati sintetizzati dalla nucleosintesi delle stelle più evolute, che, al termine della propria evoluzione, li hanno diffusi nello spazio circostante. La composizione del nucleo è fortemente alterata dai processi di fusione nucleare, che hanno aumentato la percentuale in massa dell'elio (34%) a discapito dell'idrogeno (64%). La percentuale di elementi pesanti, detti convenzionalmente metalli, è rimasta invece pressoché invariata. Questi, presenti in tracce soprattutto negli strati più superficiali, sono: litio, berillio e boro; neon, la cui quantità effettiva sarebbe maggiore di quella precedentemente stimata tramite le osservazioni eliosismologiche; gli elementi del gruppo 8 della tavola periodica, cui appartengono ferro, cobalto e manganese. Numerosi astrofisici hanno preso anche in considerazione l'esistenza di relazioni di frazionamento della massa tra le composizioni isotopiche dei gas nobili, quali neon e xeno, presenti nell'atmosfera solare e in quelle planetarie.
Poiché le parti interne della stella sono radiative e non convettive, la fotosfera, costituita essenzialmente da idrogeno (circa il 74% della sua massa, il 92% del suo volume), elio (circa il 24-25% della massa, il 7% del volume) ed elementi in tracce, ha mantenuto e mantiene una composizione chimica essenzialmente immutata dalla formazione della stella, tanto che molti tendono a considerarla come esempio della composizione chimica primordiale del sistema solare.
Fino al 1983 era diffusa la convinzione che la stella avesse la stessa composizione della sua atmosfera; in quell'anno si scoprì che proprio il frazionamento degli elementi nel Sole era all'origine della distribuzione degli stessi al suo interno. Tale frazionamento è determinato da vari fattori, quali la gravità, che fa sì che gli elementi più pesanti (come l'elio, in assenza di altri elementi più pesanti) si dispongano nel centro di massa dell'astro, mentre gli elementi meno pesanti (quindi l'idrogeno) si diffondano attraverso gli strati esterni del Sole; la diffusione dell'elio all'interno del Sole tende a velocizzarsi nel corso del tempo.

## Produzione di energia: le reazioni nucleari
Ogni secondo nel nucleo della nostra stella 600 000 000 di tonnellate di idrogeno (equivalenti a 3,4×1038 protoni) vengono convertite in 595 740 000 tonnellate di elio. Dopo questa trasformazione, 4 260 000 tonnellate di idrogeno (pari allo 0,75%) sembrano esser state perse; in realtà questa massa mancante si è trasformata direttamente in energia, ossia in radiazione elettromagnetica, secondo l'equazione massa-energia di Albert Einstein: E=mc².
Considerando che il sole ha una massa di 2×1027 tonnellate e supponendo che la perdita di massa rimanga sempre di 4,26×106 tonnellate al secondo, è facile calcolare che in un miliardo di anni la perdita di massa sarà di 1,34×1023 tonnellate, pari a circa 22 volte la massa della Terra. Sembra una quantità enorme, ma rappresenta molto meno di un millesimo della massa del sole (circa lo 0,06 per mille).

Schema della catena protone-protone, il principale metodo di produzione di energia all'interno del Sole.

L'idrogeno è fuso secondo una serie di reazioni che prende il nome di catena protone-protone:
4 1H → 2 2H + 2 e+ + 2 νe (4,0 MeV + 1,0 MeV)
2 1H + 2 2H → 2 3He + 2 γ (5,5 MeV)
2 3He → 4He + 2 1H (12,9 MeV)
Le precedenti reazioni possono essere quindi riassunte nella formula:
4 1H → 4He + 2 e+ + 2 νe + 2 γ (26,7 MeV)
dove e+ è un positrone, γ è un fotone nella frequenza dei raggi gamma, νe è un neutrino elettronico, H ed He sono rispettivamente gli isotopi dell'idrogeno e dell'elio. L'energia rilasciata da queste reazioni è espressa in milioni di elettronvolt, ed è solo una minima parte dell'energia complessivamente liberata. La concomitanza di un gran numero di queste reazioni, che avvengono continuamente e senza sosta sino all'esaurimento dell'idrogeno, genera l'energia necessaria per sostenere il collasso gravitazionale cui la stella sarebbe naturalmente sottoposta.
L'energia così generata, in 1 secondo è pari a 3,83×1026 joule (383 YJ), equivalente a 9,15×1010 megatoni di tritolo: una quantità di energia impensabile da riprodurre sulla Terra. Per capire l'enormità di questa energia, che espressa in wattora (Wh) equivale a 106400000000 TWh, il solo dato che può fungere da termine di paragone è la produzione mondiale di energia elettrica, che nel 2012 è stata di circa 22500 TWh.
Con tale ritmo produttivo, per eguagliare l'energia prodotta dal Sole in 1 secondo tutti gli impianti di produzione di energia elettrica del nostro pianeta dovrebbero funzionare a pieno regime per più di 4 milioni di anni (ca. 4 525 000 anni).
I fotoni, emessi ad alta energia (dunque nelle frequenze dei raggi γ ed X), vengono assorbiti in appena alcuni millimetri di plasma solare e quindi riemessi in direzioni casuali, con energia minore; per questo motivo la radiazione necessita di un tempo lunghissimo per raggiungere la superficie della stella, tanto che si calcola che un fotone, per raggiungere la fotosfera, impieghi tra 10 000 e 170 000 anni. I fotoni, una volta raggiunta la fotosfera dopo questo "lungo viaggio", vengono emessi principalmente sotto forma di luce visibile, anche se non mancano emissioni in tutte le lunghezze d'onda dello spettro elettromagnetico.
Al contrario dei fotoni, i neutrini liberati dalle reazioni interagiscono molto debolmente con la materia e quindi raggiungono la superficie quasi immediatamente. Per molti anni le misurazioni del numero dei neutrini prodotti nel nucleo solare diedero risultati più bassi, pari a 1/3 di quanto teorizzato. Tale discrepanza, nota come problema dei neutrini solari, è stata recentemente compresa grazie alla scoperta degli effetti di un fenomeno noto come "oscillazione del neutrino": il Sole, infatti, emette il numero di neutrini ipotizzati, ma i rivelatori non riuscirono ad identificarne i 2/3 poiché le particelle avevano cambiato sapore (il numero quantico delle particelle elementari correlato alle loro interazioni deboli).
È di fondamentale importanza ricordare come il processo di fusione nucleare all'interno del Sole, come tutti i processi fisici che implicano una trasformazione, avvenga nell'assoluto rispetto della legge di conservazione dell'energia (primo principio della termodinamica): nulla si crea e nulla si distrugge, ma tutto si trasforma. I meccanismi di fusione nucleare che alimentano il Sole non sono totalmente compatibili con le iniziali formulazioni del principio di conservazione di massa ed energia, invece lo divengono grazie all'equazione di Einstein. Egli infatti comprese e dimostrò che il principio di conservazione coinvolge sia la materia che l'energia, considerate non più come due realtà distinte ma unitarie, dato che l'una può trasformarsi nell'altra secondo una precisa relazione matematica; la somma di massa ed energia espressa in unità di massa resta costante nell'universo.

## Energia solare
L'energia solare è la fonte primaria di energia sulla Terra. La quantità di energia luminosa che giunge per ogni unità di tempo su ogni unità di superficie esposta direttamente alla radiazione solare prende il nome di costante solare ed il suo valore è approssimativamente di 1370 W/m². Moltiplicando questo valore per la superficie dell'emisfero terrestre esposto al Sole si ottiene una potenza maggiore di 50 milioni di gigawatt (GW). Tuttavia, poiché la luce solare subisce un'attenuazione nell'attraversare l'atmosfera terrestre, alla superficie del nostro pianeta il valore della densità di potenza scende a circa 1000 W/m², raggiunto in condizioni di tempo sereno quando il Sole è allo zenit (ovvero i suoi raggi sono perpendicolari alla superficie). Tenendo poi in conto il fatto che la Terra è uno sferoide in rotazione, l'insolazione media varia a seconda dei punti sulla superficie e, alle latitudini europee, è di circa 200 W/m².

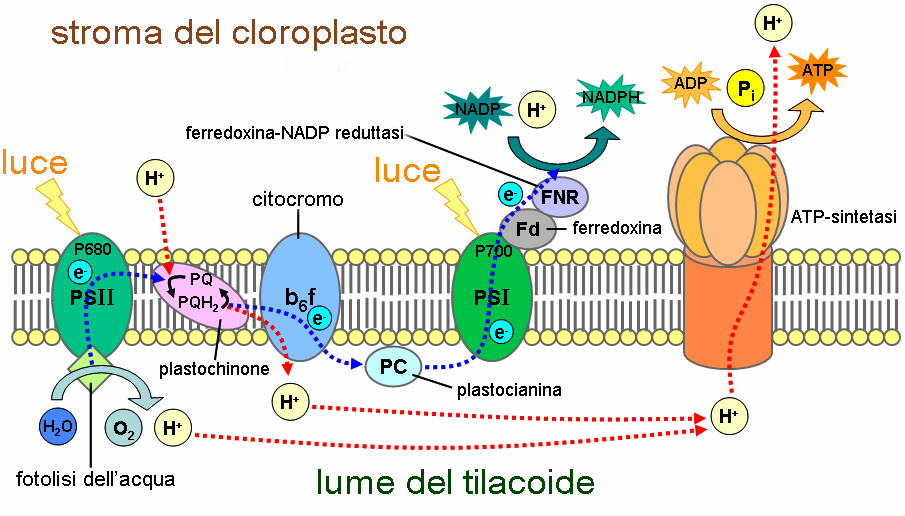
Le reazioni della fase luce dipendente della fotosintesi clorofilliana.

La radiazione solare è alla base della vita sul nostro pianeta: rende possibile la presenza di acqua allo stato liquido, indispensabile alla vita, e permette la fotosintesi da parte dei vegetali, che producono l'ossigeno necessario a gran parte dei viventi. La fotosintesi si serve dell'energia di tale radiazione, che viene immagazzinata in legami chimici, per sintetizzare composti organici (essenzialmente glucidi) a partire da sostanze inorganiche (CO2 e H2O). Anche l'uomo si serve dell'energia del Sole, che viene raccolta da strutture, quali i pannelli solari, adibite a diversi scopi, come il riscaldamento dell'acqua o la produzione di energia elettrica (pannelli fotovoltaici). Inoltre, l'energia immagazzinata nel petrolio e in tutti gli altri combustibili fossili deriva da quella della nostra stella, che è stata convertita in energia chimica grazie alla fotosintesi delle piante vissute milioni di anni fa.
La radiazione ultravioletta (UV) solare ha un'importante funzione antisettica e viene impiegata per la disinfezione di alcuni oggetti e delle acque grazie al metodo SODIS.. È responsabile dell'abbronzatura e delle scottature dovute ad un'eccessiva esposizione al Sole, ma ha anche un ruolo fondamentale in medicina: infatti induce la sintesi, da parte della pelle, delle vitamine del gruppo D, indispensabili per il benessere osseo. La quantità di ultravioletti che raggiunge la superficie terrestre è notevolmente inferiore a quella registrata alla sommità dell'atmosfera, poiché le molecole di ozono, che vanno a costituire una fascia (detta ozonosfera) nella parte inferiore della stratosfera, schermano e riflettono nello spazio buona parte della radiazione. La quantità di UV varia anche a seconda della latitudine ed è massima all'equatore e alle regioni tropicali, dove è maggiore l'insolazione. Tale variazione è responsabile di diversi adattamenti biologici, come ad esempio il colore della pelle delle diverse popolazioni umane diffuse nelle differenti regioni del globo.

### Fonte di energia alternativa

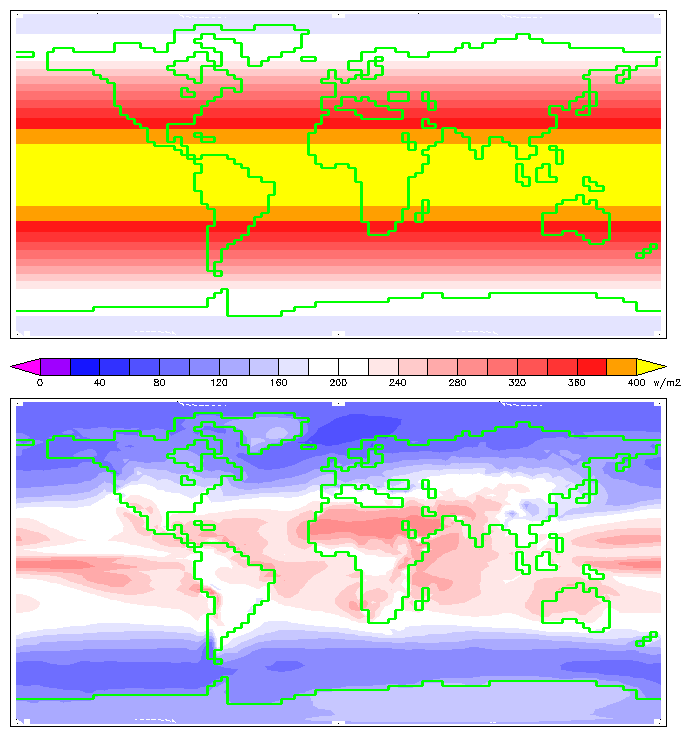
L'insolazione media annua alla sommità dell'atmosfera (sopra) e alla superficie.

La quantità di energia solare che arriva sul suolo terrestre è enorme (circa diecimila volte l'energia usata dall'umanità a parità di tempo), ma poco concentrata, pertanto è necessario raccogliere energia da aree molto vaste per ricavarne quantità significative; inoltre è piuttosto difficile da convertire in energia facilmente sfruttabile, come quella elettrica, con efficienze accettabili. Per il suo sfruttamento ai fini della produzione elettrica occorrono prodotti in genere di costo elevato (come pannelli fotovoltaici), che rendono l'energia solare più costosa di altre fonti energetiche. Lo sviluppo di tecnologie che possano rendere economico l'uso del fotovoltaico è un settore della ricerca molto attivo, per il momento non ha conseguito risultati di grosso rilievo.
Viceversa, l'energia solare può essere convenientemente utilizzata per generare calore (solare termico).
Tre sono le tecnologie principali per acquisire l'energia del Sole:
- Il pannello solare termico utilizza i raggi solari per scaldare un liquido con speciali caratteristiche, contenuto nel suo interno, che cede calore, tramite uno scambiatore di calore, all'acqua contenuta in un serbatoio di accumulo. Le temperature in genere sono inferiori ai 100 °C.[126]
- Il pannello solare a concentrazione sfrutta una serie di specchi parabolici a struttura lineare per concentrare i raggi solari su un tubo ricevitore in cui scorre un fluido termovettore (un fluido in grado di trasportare il calore ricevuto dal Sole ai sistemi di accumulo e scambio) o una serie di specchi piani che concentrano i raggi all'estremità di una torre in cui è posta una caldaia riempita di sali che per il calore fondono. In entrambi i casi "l'apparato ricevente" si riscalda a temperature relativamente elevate (400 °C ~ 600 °C) utili a fini sia puramente termici che termoelettrici.[127]
- Il pannello fotovoltaico sfrutta le proprietà di particolari elementi semiconduttori di produrre energia elettrica quando sollecitati dalla radiazione luminosa (effetto fotoelettrico).[128]

## Questioni teoriche aperte
Sebbene sia la stella più vicina alla Terra e sia oggetto di innumerevoli studi da parte degli scienziati, molte questioni riguardo al Sole rimangono insolute, come, ad esempio, il perché l'atmosfera solare abbia una temperatura di oltre un milione di kelvin mentre la temperatura alla fotosfera non arrivi ai 6000 K. Attualmente gli astrofisici sono interessati a scoprire i meccanismi che regolano il ciclo delle macchie solari, le cause dei flare e delle protuberanze solari, l'interazione magnetica tra la cromosfera e la corona e le cause del vento solare.

### Problema dei neutrini solari

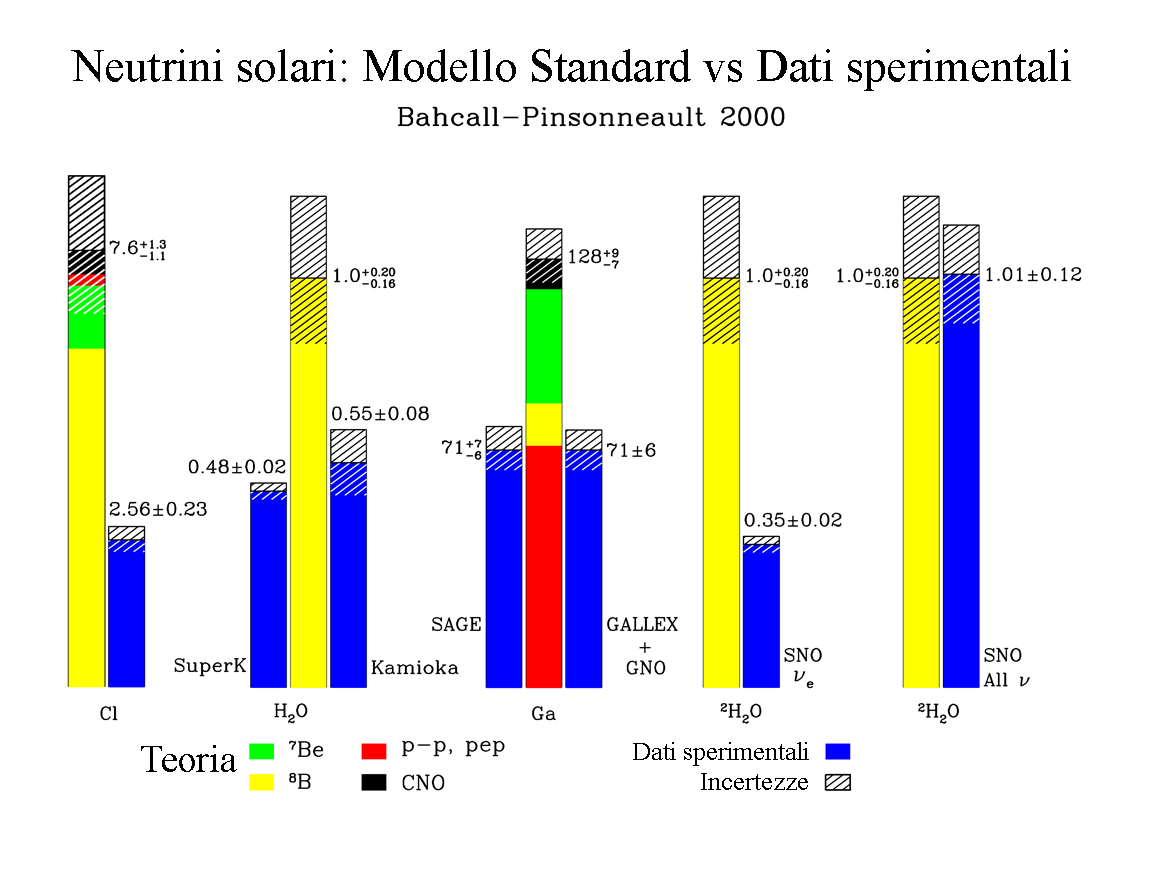
Schema sul numero di neutrini prodotti dal Sole: la colonna sinistra rappresenta i risultati teorici; la destra i risultati sperimentali.

Per molti anni il numero di neutrini solari rilevati sulla Terra è stato inferiore (da un terzo alla metà) al numero predetto dal Modello Solare Standard; questo risultato anomalo fu chiamato problema dei neutrini solari. Le teorie proposte per risolvere il problema suggerivano una riconsiderazione della temperatura interna del Sole, che sarebbe stata dunque più bassa di quanto precedentemente accettato per spiegare un così basso afflusso di neutrini, oppure affermavano che i neutrini potessero oscillare, vale a dire che potessero mutare negli irrilevabili neutrini tau o nei neutrini muonici mentre coprivano la distanza Sole - Terra. Negli anni ottanta furono costruiti alcuni rivelatori di neutrini, fra i quali il Sudbury Neutrino Observatory e il Super-Kamiokande, allo scopo di misurare il flusso dei neutrini solari con la maggiore accuratezza possibile. I risultati permisero di scoprire che i neutrini hanno una massa a riposo estremamente piccola ed effettivamente possono oscillare. Inoltre, nel 2001 il Sudbury Neutrino Observatory fu in grado di individuare tutti e tre i tipi di neutrino direttamente, trovando che l'emissione totale di neutrini del Sole conferma il Modello Solare Standard. Tale proporzione si accorda con quella teorizzata dall'effetto Micheev-Smirnov-Wolfenstein (conosciuto anche come "effetto materia"), che descrive l'oscillazione dei neutrini nella materia. Il problema, pertanto, risulta ora risolto.

### Problema del riscaldamento coronale

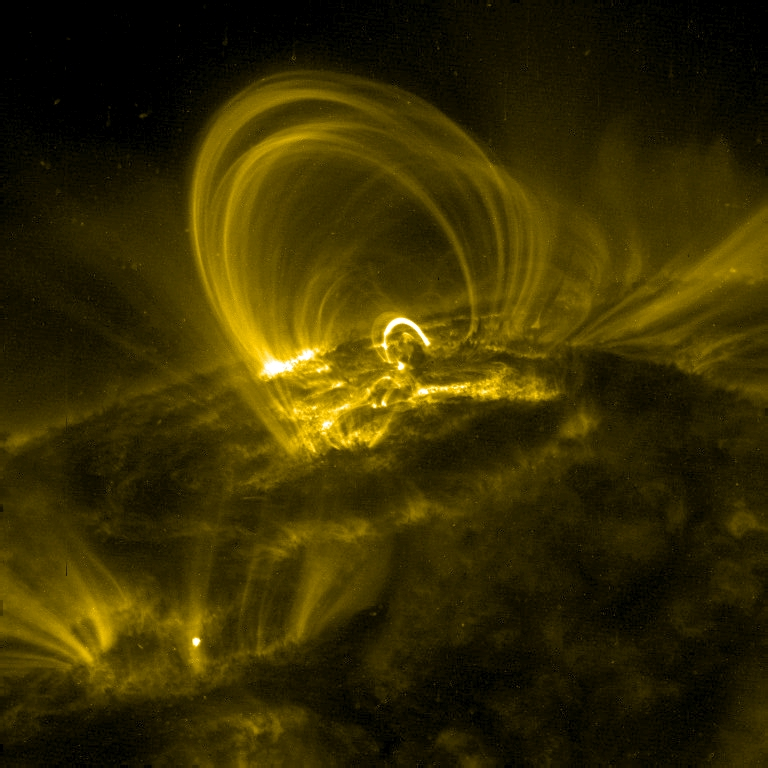
Anelli coronali ripresi dalla sonda TRACE con un filtro a 171 Å.

È noto che la fotosfera solare ha una temperatura di circa 6000 K. Al di sopra di essa si estende l'atmosfera stellare, la quale raggiunge, in corrispondenza della corona, una temperatura di 1000000 K; l'alta temperatura della corona induce a ritenere che la fonte di tale calore sia qualcosa di diverso dalla conduzione termica della fotosfera.
Si pensa che l'energia necessaria per riscaldare la corona sia fornita dal movimento turbolento del plasma della zona convettiva. Sono stati proposti due meccanismi per spiegare il riscaldamento coronale: il primo è quello dell'onda di calore, secondo cui dalla zona convettiva vengono prodotte delle onde sonore, gravitazionali e magnetodinamiche, che si propagano verso l'esterno e si disperdono nella corona, cedendo la propria energia al plasma coronale sotto forma di energia termica. L'altra teoria prende in considerazione il calore magnetico: l'energia magnetica viene continuamente prodotta dai moti della zona convettiva e viene rilasciata attraverso le riconnessioni magnetiche sotto forma di vasti brillamenti o eventi simili di intensità minore.
Al giorno d'oggi non è chiaro se le onde siano un meccanismo di riscaldamento efficiente; si è scoperto che tutte le onde si dissipano o si rifrangono prima di raggiungere la corona, ad eccezione di quelle di Alfvén, le quali, tuttavia, non si disperdono con facilità nella corona.
L'obiettivo delle ricerche attuali verte sulla causa e sul meccanismo di riscaldamento. Una possibile soluzione per spiegare il riscaldamento coronale considera i continui brillamenti che interessano la fotosfera su piccola scala, ma questo resta ancora un campo di ricerca aperto.

### Problema del Sole giovane debole
I modelli teorici sull'evoluzione del Sole suggeriscono che nel periodo compreso fra 3,8 e 2,5 miliardi di anni fa, ossia durante l'eone Archeano, il Sole avesse soltanto il 75% della luminosità attuale. Una stella così debole non sarebbe stata in grado di mantenere l'acqua allo stato liquido sulla superficie terrestre, rendendo dunque impossibile lo sviluppo della vita. Tuttavia, le prove geologiche dimostrano che la Terra ha mantenuto una temperatura media relativamente costante lungo tutta la sua esistenza, anzi che la giovane Terra fosse persino più calda di quella attuale. Fra gli scienziati c'è consenso sul fatto che l'atmosfera della Terra nel suo lontano passato fosse più ricca di gas serra, come il diossido di carbonio, il metano e/o l'ammoniaca rispetto ad oggi; questi gas trattenevano più calore tanto da compensare la minor quantità di energia solare arrivata sulla Terra.

## Sistema planetario

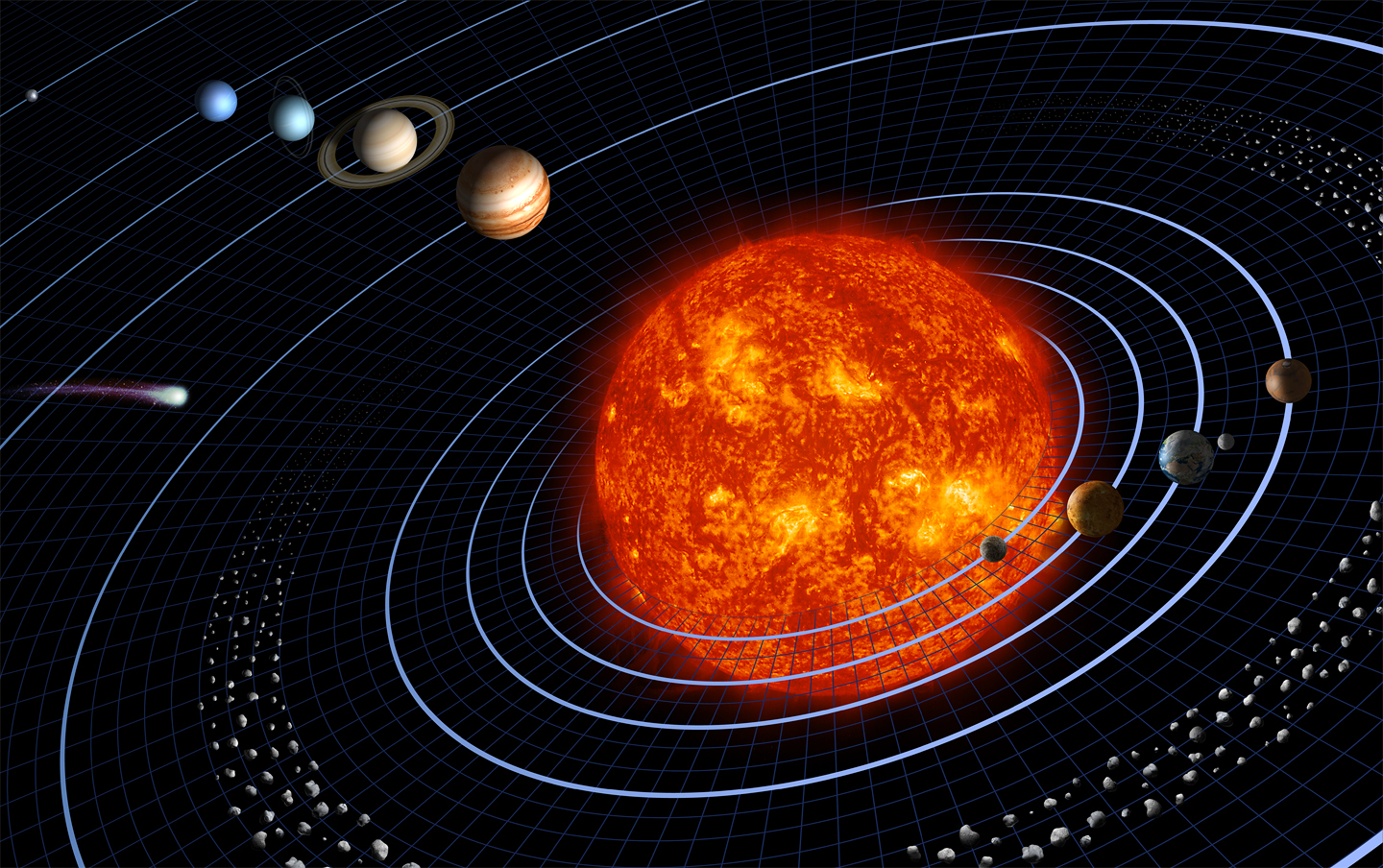
Raffigurazione schematica del sistema solare. Le dimensioni dei pianeti e le distanze non sono in scala.

Il Sole è una tra le numerose stelle a possedere un proprio sistema planetario, il sistema solare, costituito da tutti i corpi che sono mantenuti in orbita attorno alla stella dalla sua attrazione gravitazionale. Questi si suddividono in: pianeti, pianeti nani e corpi minori.
I pianeti del sistema solare sono otto; in ordine di distanza crescente dalla stella: Mercurio, Venere, Terra, Marte, Giove, Saturno (conosciuti fin dall'antichità), Urano (scoperto nel 1781) e Nettuno (scoperto nel 1846). I pianeti si distinguono in terrestri o rocciosi e gassosi o gioviani, a seconda delle loro caratteristiche chimico-fisiche; i primi, solidi, densi e poco massicci, si trovano nella parte più interna e calda del sistema solare; i secondi, gassosi, poco densi ed estremamente massicci, sono propri delle zone più esterne e fredde del sistema.
Dal 1930 al 2006 si contavano nove pianeti: il nono era Plutone, scoperto appunto nel 1930. Nel 2006 l'Unione Astronomica Internazionale ha deciso di declassare Plutone al rango di pianeta nano, promuovendo in questa categoria anche l'asteroide Cerere e l'oggetto transnettuniano Eris. Recentemente è stata introdotta una nuova categoria di oggetti, i plutoidi, della quale fanno parte i pianeti nani transnettuniani; al settembre 2008 fanno parte di questa categoria quattro oggetti: oltre ai già citati Plutone ed Eris, Haumea e Makemake; si ritiene però che il numero di pianeti nani sia destinato a crescere nei prossimi anni. Tutti i pianeti nani sinora scoperti si trovano, per definizione, all'interno di cinture asteroidali.

Il moto del baricentro del sistema solare in relazione al Sole.

Al novero dei corpi minori appartiene un vastissimo numero di oggetti; tra essi si ricordano gli asteroidi, disposti in cinture asteroidali: tra Marte e Giove si estende la fascia principale, composta da milioni di oggetti rocciosi caratterizzati da orbite più o meno variabili; oltre Nettuno si stende una seconda cintura asteroidale, la fascia di Kuiper, la cui densità effettiva è sconosciuta. Ancora più esternamente, tra 20 000 e 100000 au di distanza dalla stella, si trova la nube di Oort, ritenuta il luogo d'origine delle comete.
Tutti questi oggetti costituiscono una minima parte del sistema: infatti il 99,86% della massa del sistema solare è costituito dal Sole. All'interno del sistema solare lo spazio tra un corpo celeste e un altro non è vuoto: pulviscolo, gas e particelle elementari costituiscono il mezzo interplanetario.
I pianeti, e in particolare il più massiccio di tutti, Giove, esercitano delle influenze gravitazionali sul centro di massa del sistema solare tali da far sì che esso non coincida con il centro del Sole, ma piuttosto, a seconda dell'entità delle interazioni (che variano nel tempo), che più spesso ricada all'esterno della stella. Il fatto che il baricentro del sistema e il centro della stella non coincidano è responsabile del moto di rivoluzione che il centro di massa della stella, ovvero il suo nucleo, compie attorno al baricentro, moto che a distanza di poche centinaia di anni varia assumendo una direzione ora prograda ora retrograda.

## Il Sole nella cultura

### Etimologia e altri nomi
Il termine "Sole" deriva dal latino sol, solis, che deriverebbe, insieme con il termine sanscrito सऊरयअस (sûryas, in origine *svaryas, la cui radice svar- significa risplendere), dalla radice indoeuropea: sóh₂wl̥. Dalla medesima radice deriva l'aggettivo greco σείριος (séirios; originariamente σϝείριος, swéirios), splendente; tale aggettivo, soprattutto nella sua forma personificata ὁ Σείριος (ho Séirios, che significa Colui che risplende), era uno degli epiteti del Sole, soprattutto in ambito poetico-letterario. È da notare anche come dal medesimo aggettivo derivi il nome della stella più luminosa del cielo notturno, Sirio (α Canis Majoris).
Il prefisso elio-, che indica diversi aspetti riguardanti il Sole (come elio-grafia, elio-sismologia e via dicendo), deriva dal greco Ἥλιος (Helios), che era il nome con cui gli Antichi Greci designavano correntemente l'astro e la divinità preposta. Il termine ἥλιος, principalmente nella variante dorica αἔλιος (āèlios, che sta per un antico *ayelios), deriverebbe da una radice indoeuropea *us- allungata in *aus-, che significa ardere, rilucere.
In estremo Oriente il significato "Sole" è dato dal simbolo 日 (cinese pinyin rì), nonostante sia anche chiamato 太阳 (tài yáng). In vietnamita queste parole Han sono note come nhật e thái dương rispettivamente, mentre la parola vietnamita originale mặt trời significa letteralmente "volto dei cieli". La Luna e il Sole sono associati ad Yin e Yang, rispettivamente Yang il Sole e Yin la Luna, come opposti dinamici.

### Nella mitologia e nella religione

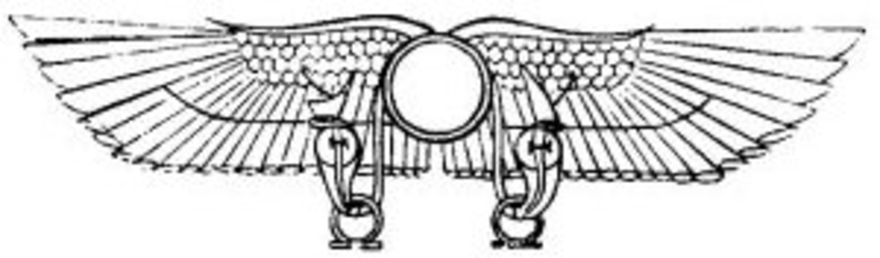
Il Sole alato, un antico simbolo (risalente al III millennio a.C.) di Horus, identificato in seguito con Ra.

In molte culture antiche, a partire dalla preistoria, il Sole era concepito come una divinità o un fenomeno soprannaturale; il culto ad esso tributato era centrale in molte civiltà, come quella inca, in Sud America, e azteca, nel Messico.
Nella religione egizia il Sole era la divinità più importante; il faraone stesso, considerato una divinità in terra, era ritenuto il figlio del Sole. Le più antiche divinità solari erano Wadjet, Sekhmet, Hathor, Nut, Bastet, Bat e Menhit. Hathor (identificata poi con Iside) generò e si prese cura di Horus (identificato in seguito con Ra). I moti del Sole nel cielo rappresentavano, secondo la concezione del tempo, una lotta ingaggiata dall'anima del faraone ed Osiride. L'assimilazione al culto solare di alcune divinità locali (Hnum-Ra, Min-Ra, Amon-Ra) raggiunse il culmine al tempo della quinta dinastia.
Durante la diciottesima dinastia, il faraone Akhenaton tentò di trasformare la tradizionale religione politeista egizia in una pseudo-monoteista, nota come Atonismo. Tutte le divinità, compreso Amon, furono sostituite da Aton, la divinità solare che regnava sulla regione di Akhenaton. Diversamente dalle altre divinità, Aton non possedeva forme multiple: la sua unica effigie era il disco solare. Tale culto non sopravvisse a lungo dopo la morte del faraone che lo introdusse e ben presto il tradizionale politeismo fu riaffermato dalla stessa casta sacerdotale, che tempo prima aveva abbracciato il culto atonistico.
Nella mitologia greca la divinità solare principale fu Elio, figlio dei Titani Iperione e Teia. Il dio viene normalmente rappresentato alla guida del carro del sole, una quadriga tirata da cavalli che emettono fuoco dalle narici. Il carro sorgeva ogni mattina dall'Oceano e trainava il Sole nel cielo, da est a ovest, dove si trovavano i due palazzi del dio. In epoca più recente, Elio fu assimilato ad Apollo.

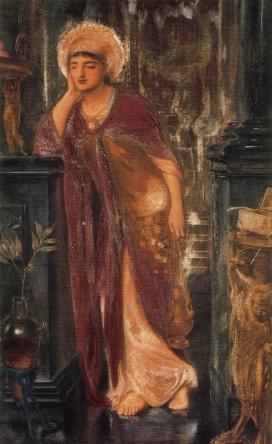
Eliogabalo gran sacerdote del Sole, Simeon Solomon, 1866. Eliogabalo era, per diritto ereditario, gran sacerdote del dio solare di Emesa, El-Gabal; già all'età di quattordici anni esercitava il proprio sacerdozio.

Il culto del Sole in quanto tale trovò terreno fertile anche a Roma; il primo tentativo di introdurre il culto solare fu ad opera dell'imperatore Eliogabalo, sacerdote del dio solare siriano El-Gabal. El è il nome della principale divinità semitica, mentre Gabal, che è legato al concetto di "montagna" (si confronti con l'ebraico gevul e l'arabo jebel), è la sua manifestazione ad Emesa, suo principale luogo di culto. La divinità fu in seguito importata nel pantheon romano e assimilato al dio solare romano noto come Sol Indiges in età repubblicana e poi Sol Invictus nel II e III secolo. Un altro importante culto solare, a carattere misterico, fu il mitraismo, da Mitra, sua divinità principale, che fu importato nell'Urbe dalle legioni stanziate in Medio Oriente, principalmente in Siria. Tuttavia l'affermazione del culto solare, il Sol Invictus, si ebbe con Aureliano, il quale si proclamò suo supremo sacerdote. Le celebrazioni del rito della nascita del Sole (il Natale del Sole infante, più tardi Dies Natalis Solis Invicti, Natale del Sole invitto), avvenivano il 25 dicembre, con particolare solennità in Siria ed Egitto, province in cui tale culto era radicato da secoli. Il rito prevedeva che celebranti, ritiratisi in appositi santuari, ne uscissero a mezzanotte, annunciando che la Vergine aveva partorito il Sole, raffigurato nelle sembianze di un infante. Il culto del Sol Invictus perdurò sino all'avvento del Cristianesimo e alla sua ufficializzazione come religione di Stato con l'editto di Tessalonica di Teodosio I, il 27 febbraio 380.
Il 7 marzo 321, l'imperatore Costantino I decretò che il settimo giorno della settimana, il Dies Solis, diventasse il giorno del riposo; il decreto non era stato emanato a favore di alcuna religione, ma era un atto di regolamentazione delle attività settimanali che entrò a fare parte del corpo legislativo romano.
- Const. A. Helpidio. * A. CCCXXI PP. V. Non. Mart. Crispo II et Constantino II Conss.»

(Codice Giustiniano 3.12.2)

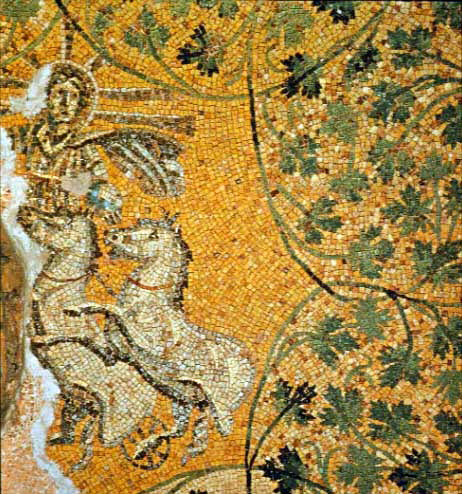
Mosaico di Gesù come il Christo Sole; Mausoleo M nella necropoli del III secolo sotto la Basilica di San Pietro in Vaticano.

Alcuni cristiani approfittarono del decreto imperiale per trasferire il significato dello Shabbat ebraico al Dies Solis, che, sin dall'epoca di Giustino (II secolo), iniziò ad assumere tra le comunità cristiane il nome di Dies Dominica (Giorno del Signore), memoriale settimanale della Risurrezione di Gesù avvenuta, secondo il racconto evangelico, il primo giorno dopo il sabato (Mt 28,1; Mc 16,1; Lc 24,1; Gv 20,1); il 3 novembre 383, per volere di Teodosio, il Dies Solis viene infine ufficialmente rinominato Dies Dominica.
Dopo aver abbracciato la fede cristiana, nel 330 l'imperatore fece coincidere con un decreto il Dies Natalis Solis Invicti con la data di nascita di Gesù, considerato dai cristiani il "Sole di giustizia" profetizzato da Malachia (Mal, 4:2), ufficializzando per la prima volta il festeggiamento cristiano. Così scriveva un secolo prima Cipriano, vescovo di Cartagine: «Come ha magnificamente agito la Provvidenza nel far sì che, nel giorno in cui è nato il Sole, sia nato il Cristo!». Nel 337 papa Giulio I ufficializzò la data liturgica del Natale da parte della Chiesa cristiana (oggi divisa in cattolica, ortodossa e copta), come riferito da Giovanni Crisostomo nel 390: «In questo giorno, 25 dicembre, anche la natività di Cristo fu definitivamente fissata in Roma.»

### Nella letteratura e nella musica
Nella cultura, il Sole è usato principalmente come un riferimento mitologico e mistico-religioso, più che in ambito letterario: a differenza delle stelle infatti, che sono citate come meraviglie notturne dai poeti e dai letterati, il Sole in letteratura è utilizzato soprattutto come riferimento per l'alternarsi del dì e della notte. Non mancano tuttavia dei forti riferimenti specificatamente dedicati a questa stella in letteratura, in pittura e persino nella musica.
Uno dei testi più celebri ed anche più antichi della letteratura italiana che fa riferimento al Sole è in Cantico di Frate Sole, noto anche come Cantico delle creature scritto da San Francesco d'Assisi, completato, secondo la leggenda, due anni prima della sua morte, avvenuta nel 1226. Il Cantico è una lode a Dio, una preghiera permeata da una visione positiva della natura, poiché nel creato è riflessa l'immagine del Creatore. Con la nascita della scienza storiografica, fra Settecento e Ottocento e con gli ideali romantici delle "radici popolari della poesia", l'opera venne presa in considerazione dalla tradizione critica e filologica.

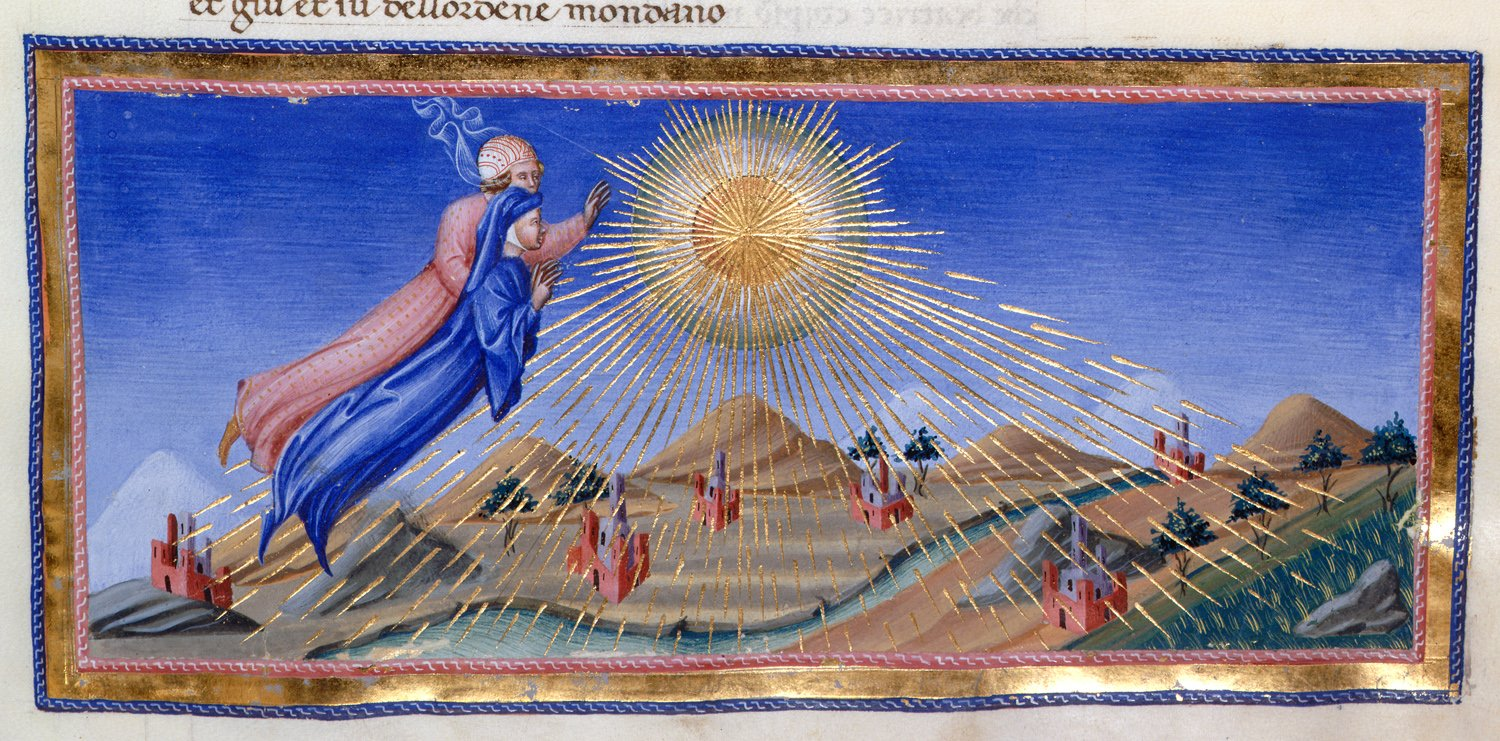
Dante e Beatrice nel Cielo del Sole, sede degli spiriti sapienti: miniatura di Giovanni di Paolo (1440).

Anche Dante Alighieri, da buon conoscitore dell'astronomia, non manca di citare il Sole nelle sue opere, utilizzandolo come riferimento astronomico: nel Primo Canto del Paradiso, ad esempio, descrive la luce del Sole, spiegando che dal momento che illumina l'emisfero in cui si trova il Purgatorio, la città di Gerusalemme, che si trova dalla parte opposta della Terra, è in quel momento immersa nell'oscurità della notte. Dante si sofferma così ad osservare lo splendore del nostro astro, imitando la sua guida, Beatrice.
Anche nelle favole si fa saltuariamente ricorso alla figura del Sole, ove però appare come un personaggio a tutti gli effetti; fra gli esempi più noti vi sono, oltre a quelle di Fedro, le favole scritte da Jean de La Fontaine, uno scrittore francese vissuto nel Seicento, come Il Sole e le Rane o Il Sole e il Vento.
Il Sole ha influenzato in modo diretto persino alcuni brani di musica sinfonica: durante il Romanticismo e le fasi successive infatti, i compositori riprendono frequentemente dei temi "naturali" con l'intento di tradurli in partiture per vari strumenti musicali. Uno degli esempi meglio noti è il tramonto orchestrato da Ludwig van Beethoven nelle battute finali della sua Sesta Sinfonia, un brano ricco di innumerevoli riferimenti naturalistici. Altro esempio molto noto è dato dalla Sinfonia delle Alpi di Richard Strauss, in cui sono presenti esplicitamente (sia nell'orchestrazione che proprio come titolo delle varie sezioni del poema sinfonico) dei richiami al sorgere e al tramontare del Sole. Altri autori hanno descritto in musica le varie fasi della giornata, con un richiamo alla levata del Sole, fra i quali Anton Bruckner (nella quarta sinfonia) e Modest Petrovič Musorgskij (nel brano intitolato Una notte sul Monte Calvo, ripreso anche da Walt Disney per il finale del suo celebre Fantasia).
Fra i vari riferimenti presenti nella musica del Novecento, un importante riferimento italiano è dato dal titolo della celebre Canzone del sole, firmata da Lucio Battisti e Mogol e registrata per la prima volta nel 1971 su un 45 giri; questo brano è spesso eseguito anche da coloro che imparano a suonare la chitarra, come esercitazione.

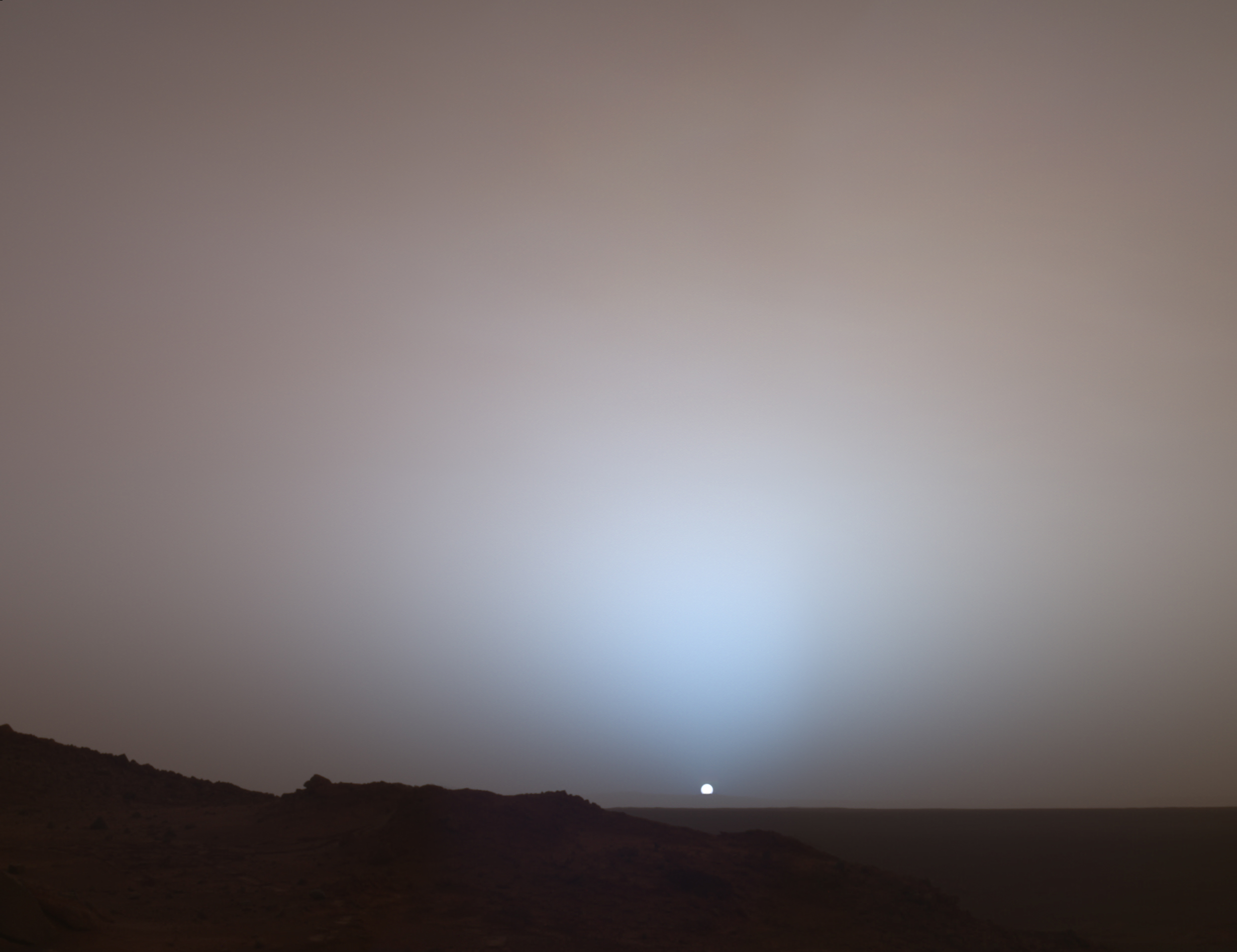
Il tramonto del Sole al termine di un Sol marziano visto dal rover Spirit della NASA sul bordo del cratere Gusev.

### Uso del termineSol
Il termine Sol è la forma latina di Sole, da cui deriva la parola italiana; il nome Sol viene comunque compreso anche dai cittadini dei paesi anglosassoni, dove però predomina la forma Sun. Il termine Sol è usato di frequente in inglese nella fantascienza (come Star Trek), come nome comune per designare la stella presso la quale si svolgono gli avvenimenti narrati. Per estensione, la locuzione Sistema Solare è spesso usata per definire il sistema planetario della narrazione.
Il termine Sol è anche usato dagli astronomi anglofoni per indicare la durata di un giorno solare su Marte. Un giorno solare terrestre è di circa 24 ore, mentre un giorno marziano, o sol, è di 24 ore, 39 minuti e 35,244 secondi.
Sol è inoltre la parola usata per "Sole" in portoghese, spagnolo, islandese, danese, norvegese, svedese, catalano e galiziano. La valuta peruviana è chiamata nuevo sol (Nuovo Sole); in persiano il termine Sol è usato per indicare l'anno solare.

### Titoli generali
- (EN) George Forbes, History of Astronomy (Free e-book from Project Gutenberg), Londra, Watts & Co., 1909.
- H. L. Shipman, L'Universo inquieto. Guida all'osservazione a occhio nudo e con il telescopio. Introduzione all'astronomia, Bologna, Zanichelli, 1984, ISBN 88-08-03170-5.
- H. Reeves, L'evoluzione cosmica, Milano, Rizzoli–BUR, 2000, ISBN 88-17-25907-1.
- (EN) John Gribbin, Mary Gribbin, Stardust: Supernovae and Life—The Cosmic Connection, Yale University Press, 2001, ISBN 0-300-09097-8.
- AA.VV, L'Universo - Grande enciclopedia dell'astronomia, Novara, De Agostini, 2002.
- J. Gribbin, Enciclopedia di astronomia e cosmologia, Milano, Garzanti, 2005, ISBN 88-11-50517-8.
- W. Owen et al., Atlante illustrato dell'Universo, Milano, Il Viaggiatore, 2006, ISBN 88-365-3679-4.

### Titoli specifici

#### Sulle stelle
- (EN) Martin Schwarzschild, Structure and Evolution of the Stars, Princeton University Press, 1958, ISBN 0-691-08044-5.
- (EN) Robert G. Aitken, The Binary Stars, New York, Dover Publications Inc., 1964.
- (EN) Victor G. Szebehely, Richard B. Curran, Stability of the Solar System and Its Minor Natural and Artificial Bodies, Springer, 1985, ISBN 90-277-2046-0.
- (EN) C. J. Lada, N. D. Kylafits, The Origin of Stars and Planetary Systems, Kluwer Academic Publishers, 1999, ISBN 0-7923-5909-7.
- (EN) Cliff Pickover, The Stars of Heaven, Oxford, Oxford University Press, 2001, ISBN 0-19-514874-6.

- A. De Blasi, Le stelle: nascita, evoluzione e morte, Bologna, CLUEB, 2002, ISBN 88-491-1832-5.
- M. Hack, Dove nascono le stelle. Dalla vita ai quark: un viaggio a ritroso alle origini dell'Universo, Milano, Sperling & Kupfer, 2004, ISBN 88-8274-912-6.
- J. Lindstrom, Stelle, galassie e misteri cosmici, Trieste, Editoriale Scienza, 2006, ISBN 88-7307-326-3.
- C. Abbondi, Universo in evoluzione dalla nascita alla morte delle stelle, Sandit, 2007, ISBN 88-89150-32-7.

#### Sul Sole
- G. Abetti, Il sole, Milano, Hoepli, 1952.
- (EN) Gerard Peter Kuiper, The Sun, Chicago, Chicago University Press, 1953.
- (EN) D. H. Menzel, Our Sun, Harvard Observatory, 1959.
- Giorgio Abetti, La stella sole, Torino, Paolo Boringhieri, 1966.
- (EN)  (EN) Kenneth R. Lang, The Cambridge Encyclopedia of the Sun, Cambridge University Press, 2001,  p. 268, ISBN 0-521-78093-4.
- (EN) Pam Spence, Sun Observer's Guide, Firefly Books, 2004,  p. 160, ISBN 1-55297-941-5.
- Emilio Sassone Corsi, Il sole nero. Alla scoperta dell'eclisse di sole, Gremese Editore, 2005, ISBN 88-8440-384-7.
- David Whitehouse, Il sole. Una biografia. Scienza e mitologia della stella che ci dà la vita, Milano, Mondadori, 2007, ISBN 88-04-56383-4.
- (EN) Martin Mobberley, Total Solar Eclipses and How to Observe Them, Springer, 2007,  p. 202, ISBN 0-387-69827-2.
- Giovanni Godoli, Il sole. Storia di una stella, Torino, Einaudi, 1982, ISBN 88-06-53702-4.

### Generali
- Aurora polare
- Eclissi solare
- Eliosismologia
- Energia solare
- Giorno
  - Alba
  - Notte
- Stelle più vicine alla Terra
- Modello Solare Standard
- Paradosso del Sole giovane debole
- Problema dei neutrini solari
- Radiazione solare

### Unità di misura
- Luminosità solare
- Massa solare
- Raggio solare

### Posizione
- Universo
- Superammasso della Vergine
- Gruppo Locale
- Braccio di Orione
- Bolla Locale
- Nube Interstellare Locale
- Sistema solare

### Mitologia
- Atonismo
- Carro solare di Trundholm
- Disco di Nebra
- El-Gabal
- Mitraismo
- Sole (divinità)
- Sol Invictus